# أبو الحسن الأشعري
أبو الحسن علي بن إسماعيل الأشعري (260 - 324 هـ/ 874 - 936 م) أحد أعلام أهل السنة والجماعة، وإليه ينسب المذهب الأشعري. لقب بإمام أهل السنة والجماعة، وبناصر الدين، وينتهي نسبه إلى الصحابي أبي موسى الأشعري.
كان من الأئمة المجتهدين والمجددين الذين حافظوا على عقيدة المسلمين واضحةً نقيَّةً، وتبعه جماهير العلماء على مرِّ العصور حتى يومنا الحاضر. وكان في أول حياته على مذهب الاعتزال، ثم تاب وتراجع بعد ذلك، وتبرَّأ من الأقوال التي كان يقولها المعتزلة، من القول بخلق القرآن وأن مرتكب الكبيرة في منزلة بين منزلتين وغير ذلك من أقوالهم، وأصبح أهل السنة ينتسبون إليه، حتى لقب بإمام أهل السنة والجماعة. وقد نبغ الأشعري في العلوم العقلية، واشتهر بقوة الجدال والمناظرة بجانب محافظته على النقل. وبجانب براعته في علم الكلام كان أيضاً فقيهاً وعالماً ومحدثاً، يميل كثيرًا إلى حياة الزهد والبساطة، وكان متصوفاً في أغلب سلوكه. وقد بلغت مؤلفاته نحو مائتي كتاب. وقيل: بلغت مصنفاته ثلاثمائة كتاب.

## اسمه ونسبه
هو: علي بن إسماعيل بن أبي بشر؛ واسمه: إسحاق بن سالم بن إسماعيل بن عبد الله بن موسى بن بلال بن أبي بردة بن أبي موسى الأشعري، وكنيته أبو الحسن.
إذن فنسبه ينتهي إلى الصحابي أبي موسى الأشعري الذي هو من كبار الصحابة فضلاً وعلماً. وقد أثنى الرسول ﷺ على أبي موسى الأشعري وعلى قومه الأشعريين في عدد من الأحاديث النبوية، فعن أبي بردة عن أبي موسى أنه قال: «قال النبي صلى الله عليه وسلم: إن الأشعريين إذا أرملوا في الغزو أو قل طعام عيالهم بالمدينة جمعوا ما كان عندهم في ثوب واحد ثم اقتسموه بينهم في إناء واحد بالسوية، فهم مني وأنا منهم». أخرجه الإمام البخاري في صحيحه. وعن أبي موسى أنه قال: «قال النبي صلى الله عليه وسلم: إني لأعرف أصوات رفقة الأشعريين بالقرآن حين يدخلون الليل، وأعرف منازلهم من أصواتهم بالقرآن بالليل وإن كنت لم أر منازلهم حين نزلو ا بالنهار». أخرجه الإمام البخاري في صحيحه. وقد خصهم الرسول ﷺ دون غيرهم من الناس بأن قسم لهم من غنائم خيبر دون أن يشهدوا فتحها، فعن أبي بردة عن أبي موسى أنه قال: «قدمنا على النبي بعد أن افتتح خيبر، فقسم لنا ولم يقسم لأحد لم يشهد الفتح غيرنا». أخرجه الإمام البخاري في صحيحه. ولما نزل قوله تعالى: ﴿فسوف يأتي الله بقوم يحبهم ويحبونه﴾ (سورة المائدة: 54) قال رسول الله صلى الله عليه وسلم: «هم قومك يا أبا موسى، وأومأ رسول الله بيده إلى أبي موسى الأشعري». رواه الحاكم النيسابوري في المستدرك على الصحيحين.
وعن عمران بن حصين أنه قال: «كنت عند النبي إذ جاءه قوم من بني تميم فقال: اقبلوا البشرى يا بني تميم، قالوا: بشرتنا فأعطنا! فدخل ناس من أهل اليمن فقال: اقبلو البشرى يا أهل اليمن إذ لم يقبلها بنو تميم! قالوا: قبلنا، جئناك لنتفقه في الدين ولنسألك عن أول هذا الأمر ما كان؟ قال: كان الله ولم يكن شيء قبله، وكان عرشه على الماء ثم خلق السماوات والأرض، وكتب في الذكر كل شيء». أخرجه الإمام البخاري في صحيحه.
قال الحافظ ابن عساكر في «تبيين كذب المفتري» بعد أن ذكر أمر النبي ﷺ للأشعريين أن يعلموا جيرانهم ويفقهوهم في الدين: «فالأشعريون بالفقه في زمن رسول الله صلى الله عليه وسلم موصوفون، وبالعلم عند الأعلام من الصحابة معروفون، وأشهرهم بالفقه والعلم في ذلك الزمن أبو موسى الأشعري جد الإمام أبي الحسن، وكفاه بذلك عن العلماء شرفاً وفضلاً، وما أسعد من كان أبو موسى له سلفاً واصلاً؛ فالفضل من ذلك الوجه أتاه، وما ظلم من أشبه أباه». ويذكر الإمام الشهرستاني في «الملل والنحل» أن طريقة أبي الحسن الأشعري هي طريقة جده الصحابي أبي موسى الأشعري في جدله مع عمرو بن العاص.

## مولده
ولد بالبصرة في العراق سنة 260 هـ على أرجح الروايتين، وقيل سنة 270 هـ، ودرس فيها، ثم تابع دراسته في بغداد. قال عنه ابن عساكر في كتابه «تبيين كذب المفتري»: «وهو بصري، سكن بغداد إلى أن توفي بها سنة ثلاثمائة وأربع وعشرين هجرية، على الأرجح، وكان يجلس أيام الجمعات في حلقة أبي إسحاق المروزي الفقيه من جامع المنصور».

## شيوخه
تتلمذ الأشعري على يد أبو علي الجبائي شيخ المعتزلة، وآخرين منهم، ودرس فقه الإمام أبي حنيفة شأنه شأن المعتزلة فمعظمهم كانوا حنفية وبعضهم كان شافعياً. وقد ظل على مذهب الاعتزال لا يفارقه أربعين سنة، وقيل أن هذا الرقم مشكوك في صحته ومبالغ فيه. أما بعد تحوله إلى مذهب أهل السنة والجماعة فأخذ العلم عن بعض شيوخ أهل السنة والحديث، وهم:
1. عبد الرحمن بن خلف الضبي البصري: يعرف بأبي رويق، وكنيته أبو محمد (ت 279 هـ) ذكره الخطيب البغدادي في «تاريخ بغداد». سمع منه أبو الحسن، وروى عنه في تفسيره.
2. أبو خليفة الجمحي: هو الفضل بن الحباب الجمحي البصري، كان محدثاً عالماً، روى عن مسلم بن إبراهيم، وسليمان بن حرب وطبقتهما، وتوفي عام (305 هـ). قال عنه الذهبي في سير أعلام النبلاء: «وكان ثقة صادقاً مأموناً، أديباً فصيحاً مفوهاً، رحل إليه من الآفاق، وعاش مائة عام سوى أشهر».[20]
3. ابن سريج: هو شيخ الإسلام أبو العباس أحمد بن عمر بن سريج البغدادي (ت 306 هـ) إمام أصحاب الشافعي في وقته، شرح المذهب ولخصه، وحدث شيئاً يسيراً عن الحسن بن محمد الزعفراني تلميذ الشافعي، وعباس بن محمد الدوري، وأبي داود السجستاني صاحب السنن المعروفة باسمه وإحدى كتب الحديث الستة المشهورة، ومحمد بن عبد الملك الدقيقي، والحسن بن مكرم ونحوهم.[21]
4. زكريا بن يحيى الساجي: هو الإمام الحافظ محدث البصرة أبو يحيى زكريا بن يحيى بن عبد الرحمن الساجي (ت 307 هـ) وعنه أخذ الأشعري تحرير مقالة أهل الحديث والسلف، وروى عنه بعض الأحاديث.[22] قال الذهبي في تاريخ الإسلام ووفيات المشاهير والأعلام: «سمع منه الأشعري وأخذ عنه مذهب أهل الحديث. ولزكريا الساجي كتاب جليل في العلل يدل على تبحره وإمامته».
5. محمد بن يعقوب المقرئ: هو أبو العباس محمد بن يعقوب بن الحجاج التيمي البصري المقرئ (ت بعد سنة 330 هـ، تخميناً لا يقيناً). قرأ على: محمد بن وهب الثقفي، وأبي الزعراء عبد الرحمن بن عبدوس، وغيرهما. وحدث عن: أبي داود السجستاني. قرأ عليه: محمد بن عبد الله بن أشته، وعلي بن محمد بن خشنام المالكي، وأبو أحمد السامري، وآخرون. وانفرد بالإقامة في بلده. وكان بصيراً بقراءة يعقوب الحضرمي، عدلاً حجةً مشهوراً. سمع منه أبو الحسن، وروى عنه في تفسيره.
6. أبو إسحاق المروزي: هو أبو إسحاق إبراهيم بن أحمد المروزي (ت 340 هـ) شيخ الشافعية في عصره، أخذ الفقه عن أبي العباس بن سريج وبرع فيه وانتهت إليه الرئاسة بالعراق بعد ابن سريج.

وذكر الذهبي في سير أعلام النبلاء أن أبا الحسن أخذ عن: أبي خليفة الجمحي، وأبي علي الجبائي، وزكريا الساجي وسهل بن نوح، وطبقتهم، يروي عنهم بالإسناد في تفسيره كثيرا.

## تلاميذه
إن أبا الحسن الأشعري قد رزق اتباعاً كثيرين من العلماء من شافعية ومالكية وحنفية وحنبلية. ولقد اهتم الحافظ ابن عساكر من بين المؤرخين الذين كتبوا عن الأشعري بالحديث عن تلامذته والآخذين منه، واستدل بذلك على عظم منزلته وجلالة قدره، وقد قسم ابن عساكر الآخذين عن الأشعري إلى خمس طبقات بدأ فيها بأصحابه الذين أخذوا منه وأدركوه واعتبرهم الطبقة الأولى ثم أتبع ذلك بمن أخذ عن تلامذة الأشعري واعتبرهم الطبقة الثانية، وهكذا إلى أن وصل إلى الطبقة الخامسة. وهم كما يلي:
1. أبو عبد الله بن مجاهد الطائي: المتكلم، صاحب أبي الحسن الأشعري، وهو من أهل البصرة، سكن ببغداد وعليه درس القاضي أبو بكر الباقلاني علم الكلام.
2. أبو الحسن الباهلي: شيخ القاضي أبي بكر الباقلاني وأبي بكر بن فورك وأبي إسحاق الإسفراييني، وكان أبو إسحاق يقول: «كنت في جنب أبي الحسن الباهلي كقطرة في البحر، وسمعت أبا الحسن الباهلي يقول: كنت أنا في جنب الأشعري كقطرة في جنب البحر».
3. بندار بن الحسين: أبو الحسين الشيرازي الصوفي (خادم أبي الحسن) توفي سنة 353 هـ. كان من أصحاب الشبلي، قال أبو القاسم القشيري: كان بندار عالما بالأصول كبيرا في الحال مات بأرجان.
4. أبو محمد الطبري العراقي: توفي ببخارى عام 359 هـ، روى عنه الحاكم النيسابوري.
5. أبو بكر القفال الشاشي: الفقيه الأديب إمام عصره بما وراء النهر للشافعيين وأعلمهم بالأصول وأكثرهم رحلة في طلب الحديث، توفي بالشاش في ذي الحجة سنة 365 هـ، له كتاب في أصول الفقه وله «شرح الرسالة» للإمام الشافعي، وعنه انتشر فقه الشافعي فيما وراء النهر.
6. أبو سهل الصعلوكي: الفقيه الأديب اللغوي النحوي الشاعر المتكلم المفسر المفتي الصوفي، ولد سنة 276 هـ، طلب الفقه وتبحر في العلوم، توفي في آخر سنة 369 هـ بنيسابور.
7. أبو زيد المروزي: الفقيه الزاهد، كان أحد أئمة المسلمين ومن أحفظ الناس لمذهب الشافعي وأحسنهم نظرا وأزهدهم في الدنيا، كان ممن جاهدوا في سبيل الله وحج وجاور بمكة. توفي بمرو في رجب سنة 371 هـ، وعنه أخذ أبوبكر القفال وفقهاء مرو.
8. محمد بن خفيف الشيرازي: الصوفي فقيه على مذهب الشافعي توفي سنة 371 هـ.
9. أبو بكر الجرجاني الإسماعيلي: صاحب المستخرج على البخاري، ولد سنة 277 هـ، توفي سنة 371 هـ، هذب «مسند عمر» في مجلدين، قال الذهبي: طالعته وعلقت منه وانبهرت بحفظ هذا الإمام وجزمت بأن المتأخرين على إياس من أن يلحقوا المتقدمين في الحفظ والمعرفة.
10. أبو الحسن عبد العزيز بن محمد بن إسحاق الطبري: كان من أعيان أصحاب أبي الحسن وممن تخرج به وخرج إلى الشام ونشر مذهبه في الأصول وكتب عن أبي جعفر بن محمد بن جرير الطبري كتابه في التفسير، له كتاب سماه «رياضة المبتدي وبصيرة المهتدي».
11. أبو الحسن علي بن محمد بن مهدي الطبري: صحب أبا الحسن الأشعري بالبصرة مدة وأخذ عنه وتخرج به واقتبس منه وصنف تصانيف عدة تدل على علم واسع وفضل بارع، وهو الذي ألّف الكتاب المشهور في تأويل الأحاديث والمشكلات الواردة في الصفات.
12. أبو جعفر السلمي البغدادي النقاش: متكلم ثقة على مذهب أبي الحسن الأشعري، ولد سنة 294 هـ، وتوفي سنة 379 هـ.
13. محمد بن القاسم: أبو عبد الله الشافعي، متكلم على مذهب أهل السنة، أشعري في الأصول، توفي بأصبهان سنة 381 هـ.
14. عبد الواحد بن أحمد بن القاسم بن محمد بن عبد الرحمن الزهري: أبومحمد، المتكلم الأشعري، كان يصوم الدهر ويختم القرآن في يومين، توفي بنيسابور سنة 382 هـ.
15. أبو بكر البخاري: المعروف بالأودني الفقيه، إمام الشافعيين في عصره بما وراء النهر، كان من أزهد الفقهاء، وأورعهم وأكثرهم اجتهادا في العبادة، توفي ببخارى سنة 385 هـ.
16. أبو منصور بن جمشاد: الأديب الزاهد، من العبّاد العلماء المجتهدين، تخرج به جماعة من العلماء، وظهر له من مصنفاته أكثر من ثلاثمائة كتاب، كان مجاب الدعوة، ولد عام 316 هـ، توفي يوم الجمعة سنة 388 هـ، وهو ابن اثنتين وسبعين سنة.
17. أبو الحسين بن سمعون البغدادي: له لسان عال في علوم التصوف، والمرجوع إليه في آداب الظاهر، إمام المتكلمين، دون الناس حكمه، وجمعوا كلامه، له الأسانيد العالية في الحديث، صحب الشبلي، يأكل من عمل يده، كان بارّا بأمه، بصورة مميزة يقتدى بها، توفي سنة 387 هـ.
18. أبو عبد الرحمن الشروطي الجرجاني: كان متكلما على مذهب أهل السنة، وعالما بالفقه والطب، كتب الحديث عن أبي يعقوب النحوي ومن في طبقته، توفي سنة 389 هـ.
19. أبو علي زاهر بن أحمد السرخسي: الفقيه المحدث شيخ عصره بخراسان، توفي سنة 387 هـ.
20. أبو الحسن السكري الحربي: محدث كان يلقي دروسه بجامع المنصور بغداد، توفي سنة 386 هـ.

وعن هؤلاء الأئمة من تلاميذ الإمام الأشعري، الذي أخذوا عنه مباشرة وتخرجوا به نفع الله بعلم أبي الحسن عشرات الآلآف من جهابذة العلماء، طبقة بعد طبقة وجيلا بعد جيل، وذكر بعضهم بتفصيل الحافظ ابن عساكر في كتابه «تبيين كذب المفتري فيما نسب إلى الإمام أبي الحسن الأشعري» وكذا أصحاب «الطبقات» كالتاج السبكي وغيره.

## مذهبه الفقهي
كان الإمام الأشعري من أئمة السلف الصالح ولكونه من أئمة أهل السنة فقد تنازع فيه أصحاب المذاهب الفقهية، فقد ترجم له الحنفية في كتبهم على أنه كان حنفياً، وكذلك نسبه المالكية والشافعية إليهم، ومثلهم الحنابلة. وقد رجّح الإمام محمد زاهد الكوثري أنه نشأ حنفياً كما ذكره الإمام مسعود بن شيبة في كتاب التعلم، وعوّل عليه الحافظ عبد القادر القرشي والمقريزي وجماعة، ولم يثبت منه الرجوع عن المذهب حين رجع عن الاعتزال. وقرر الكوثري أن سبب تجاذب أهل المذاهب له: أنه كان ينظر في فقه المذاهب، ولا يتحزب لبعضها على بعض؛ بل ينسب إليه القول بتصويب المجتهدين في الفروع، وهذا مما سهل له جمع كلمة أهل السنة حول دعوته الحقة. ويقول الدكتور محمد أمين فرشوخ في «موسوعة عباقرة الإسلام»: «ونظراً لعمق تأثير الأشعري في أرائه ومواقفه، تجاذبه الشافعيون والمالكيون والحنابلة، ساعدهم في ذلك أن أبا الحسن أخذ من كل الفرق وتخيّر ما ظنه حسناً موافقاً للدين، لكن متطرفي المعتزلة حاربوه، وبقي الجدل قائماً بعد وفاته أكثر من مئتي سنة».
وقد ساد في كتب العقائد في بلاد المغرب العربي أنه مالكي الفقه. فقد ورد مثلاً في كتاب اختصار المباحث العقلية لأبي عمران موسى الجزولي (من أعلام القرن الثامن الهجري) وهو يؤرخ للإمام الأشعري قوله (وهو مالكي المذهب. وكان مذهب مالك في العراق). ويرى من جهة أخرى الحسن بن محمد الهداجي الدرعي في شرح أم البراهين، في سياق ترجمة الأشعري أنه (مالكي المذهب وإليه تنسب جماعة أهل السنة، ويلقبون بالأشاعرة والأشعرية). ويرجع الدكتور حمودة غرابة سبب تنازع المالكية لهذا الإمام، وجعله مالكي المذهب، إلى خلط وقع فيه هؤلاء، ومرده إلى أن الباقلاني كان فعلا مالكياً فاختلط الأمر على الناس فقاسوه على هذا الأخير. علما أنه كان شافعي المذهب يقول الدكتور غرابة (قد تنازعته المذاهب الفقهية بعد موته. ويؤكد صاحب الطبقات أنه كان شافعي المذهب وأن الإمام الباقلاني هو الذي كان مالكياً لا الأشعري كما يزعم بعضهم).
أما لويس غارديه وجورج قنواتي، فيرجحان سبب نسبة الأشعري إلى الفقه المالكي، وسائر المذاهب الفقهية الأخرى، إلى الليونة التي ميزت مواقفه الفقهية، مما ترك انطباعا طيبا لدى أتباع المذاهب الفقهية في زمانه (فيظن كل إمام أنه يذهب إلى ما يذهب إليه هو. فقد أدى ذلك ببعض المؤرخين إلى أن يذكروه تارة مالكيا، وطورا حنفيا. أما الأغلبية فيطيب لهم أن يروه شافعيا). كما يؤكد على ذلك التاج السبكي في طبقات الشافعية الكبرى حيث يقول: " ذكر غير وا حد من الأثبات أن الأشعري كان يأخذ مذهب الشافعي عن أبي إسحاق المروزي، وأبو إسحاق يأخذ عنه علم الكلام). وقال أيضاً ما نصه: "...وقد زعم بعض الناس أن كان مالكي المذهب، وليس ذلك بصحيح، إنما كان شافعيا، تفقَّه على أبي إسحاق المروزي، نصَّ على ذلك الأستاذ أبو بكر بن فورك في طبقات المتكلمين والأستاذ أبو إسحاق الإسفراييني فيما نقله عنه أبو محمد الجويني في شرح الرسالة".
ويقول ابن كمال باشا في كتابه «مسائل الاختلاف بين الأشاعرة والماتريدية»: «اعلم أن أبا الحسن الأشعري إمام أهل السنة ومُقدَّمهم، ثم أبا منصور الماتريدي، وأن أصحاب الشافعي وأتباعه تابعون له في الأصول وللشافعي في الفروع، وأن أصحاب أبي حنيفة تابعون للشيخ أبي منصور الماتريدي في الأصول ولأبي حنيفة في الفروع».
وقال سعيد فودة في شرحه لكلام ابن كمال باشا: «...وأما الإمام الأشعري، فبعض العلماء يقولون: هو شافعي المذهب، وبعضهم يقول هو مالكي المذهب، وهذان الأمران مشهوران، وقد قال البعض: إنه كان مجتهداً مُلماً بدقائق هذين المذهبَيْن. ولكن قال بعض الناس: إن الأشعري حنفي، لأن أبا علي الجبائي حنفي، لأنه لم يعرف عن أحد من المعتزلة أنه شافعي إلا القاضي عبد الجبار بمشورة من شيخه، فيحتمل إذن أن يكون الأشعري حنفياً كذلك، وقد ذكره بعض العلماء في طبقات الحنفية. وهذا القول بعيد، فقد ذكره الشافعية والمالكية في طبقاتهم، فضلاً عن أن المشهور هو ما تقدم. وأيّاً ما كان مذهبه فهذا دليل على أن العلماء يتنازعون هذا الإمام العظيم فيما بينهم، فأصحاب كل مذهب يودّون لو يكون منهم، وهذا فخر وأي فخر لو حازوه».

### انتسابه إلى الإمام أحمد
قال الإمام محمد بن أحمد السفاريني الحنبلي في «لوامع الأنوار البهية وسواطع الأسرار الأثرية»:

### أتباعه من أصحاب المذاهب
أما أصحابه وأتباع طريقته من أهل المذاهب الفقهية فكافة المالكية سوى شذوذ يسير جداً لا يكاد يذكر كبعض الأقوال العجيبة المستنكرة عن ابن خويز منداد ونحوه؛ لأن مذهب إمام أهل المدينة ينفي خبث أهل البدع كما قال العلماء، وثلاثة أرباع الشافعية، وثلث الحنفية، وفضلاء الحنابلة. أما باقي الحنفية من أهل السنة، فعلى طريقة الإمام أبي منصور الماتريدي إمام أهل السنة في بلاد ما وراء النهر، وهي شبيهة بطريقة الأشعري إلا فروقاً يسيرة، وهو والأشعري إماما أهل السنة في مشارق الأرض ومغاربها. قال المحدث محمد بن درويش الحوت البيروتي في «رسائل في بيان عقائد أهل السنة والجماعة»: «(فائدة: المالكية والشافعية أشعرية وإمامهم أبو الحسن الأشعري من ذرية أبي موسى الأشعري رضي الله عنه، والحنفية ماتريدية وإمامهم أبو منصور الماتريدي، وهما إماما أهل السنة والجماعة، والحنابلة أثرية)».
وأما باقي الحنفية فمن المعتزلة وكذلك باقي الشافعية، وأما باقي الحنابلة فمن المجسمة الحشوية. كما وجد شذوذ في بعض أتباع الإمامين أبي حنيفة والشافعي ينتسبون إلى مذهب المجسمة، وذلك نزر يسير جداً لا يكاد يذكر. وعقيدة الإمام أحمد والتي عليها فضلاء الحنابلة أبرزها وأوضحها الإمام أبو الفرج بن الجوزي في كتابه: «دفع شبه التشبيه بأكف التنزيه»؛ ولا فرق بين هذه العقيدة وعقيدة الإمام الأشعري، فكلاهما تصدر من مشكاة واحدة، وقد تولى الحافظ ابن الجوزي في هذا الكتاب تبرئة الإمام أحمد من عقائد التجسيم التي تورط فيها بعض من يزعم الانتساب إليه. وقام بذلك أيضاً الإمام تقي الدين أبي بكر الحصني في كتابه «دفع شبه من شبه وتمرد ونسب ذلك إلى الجليل الإمام أحمد».

## سعة علمه
كان الإمام الأشعري واسع العلم غزير المعرفة ويشهد له كثرة تآليفه في شتى أنواع العلوم الإسلامية، واتباع جماهير الأمة الإسلامية لطريقته بما فيها من علماء وصالحين وأتقياء وأولياء، وهؤلاء لا يجتمعون على ضلالة؛ لأنهم نخبة هذه الأمة، والمنفي عنهم الاجتماع على الضلالة بنص الحديث المشهور: لا تجتمع أمتي على الضلالة. وقد كان الأستاذ أبو إسحاق الإسفراييني الفقيه الشافعي المشهور يقول: «كنت في جنب أبي الحسن الباهلي كقطرة في البحر، وسمعت أبا الحسن الباهلي، قال: كنت أنا في جنب الأشعري، كقطرة في جنب البحر». وقد قيل للقاضي أبي بكر الباقلاني: كلامك أفضل وأبين من كلام أبي الحسن الأشعري ، فقال: «والله إن أفضل أحوالي أن أفهم كلام أبي الحسن».

## زهده وعبادته
كان الإمام الأشعري إماماً من أئمة السلف الصالح عاش معظم عمره في القرن الثالث الهجري، وهو من القرون التي شهد لها الرسول ﷺ بالخيرية، وبنهايتها انتهى عصر السلف الصالح. وقد كان الإمام الأشعري متقللاً من الدنيا، يعيش فيها عيشة الكفاف مكتفياً بما يسد رمقه؛ فقد كان يأكل من غلة ضيعة وقفها جده بلال بن أبي بردة بن أبي موسى الأشعري على عقبه، وكانت نفقته في كل سنة سبعة عشر درهماً! وهذا يعني أن حياته كانت حياة زهد وتقشف وعفاف وحلال. فيقول ابن عساكر نقلاً عن بندار بن الحسين الشيرازي، وهو عالم صوفي أورده أبو عبد الرحمن السلمي في كتابه: (طبقات الصوفية)، وقد كان خادماً للإمام الأشعري بالبصرة. قال: كان أبو الحسن يأكل من غلة ضيعة وقفها جده بلال بن أبي بردة بن أبي موسى الأشعري على عقبه، قال: وكانت نفقته في كل سنة سبعة عشر درهما.
أما عبادته لله فقد كان كثير القيام للّيل، بقي قريباً من عشرين سنة يصلي صلاة الصبح بوضوء العشاء، وكان يخفي عبادته عن الناس خشية الرياء ولا يحكي عن اجتهاده فيها شيئاً إلى أحد. كما كان ورعاً تقياً شديد الحياء، شديد الغض لطرفه عن محارم الله تعالى، نشيطاً في أمور الآخرة مقبلاً على ربه عز وجل، فيقول ابن عساكر نقلاً عن أبي الحسين السَّروي: «كان أبو الحسن، يعني الأشعري قريبا من عشرين سنة يصلي صلاة الصبح بوضوء العتمة، وكان لا يحكي عن اجتهاده شيئا إلى أحد». ومعنى أنه يصلي صلاة الصبح بوضوء العتمة، أي العشاء، أنه يقوم الليل كله حتى الفجر، مجتهداً في العبادة والصلاة؛ لأنه لو أغمض عينه لحظة، لكان عليه أن يجدد وضوءه. ومعنى أنه كان لا يحكي عن اجتهاده شيئاً إلى أحد أي في مجال العبادة والتهجد فالعجب والغرور لا يعرفان لهما طريقاً إلى نفسه، بل الورع والإخبات. ويتناول ابن عساكر ورع أبي الحسن وحياءه وتديُّنه، فيقول نقلاً عن أبي عمران موسى بن أحمد بن علي الفقيه، عن أبيه: «خدمت الإمام أبا الحسن بالبصرة سنين، وعاشرته ببغداد إلى أن توفي ، فلم أجد أورع منه، ولا أغض طرفا، ولم أر شيخا أكثر حياءً منه في أمور الدنيا، ولا أنشط منه في أمور الآخرة». وهذا يعني أن الإمام الأشعري كان يبتعد عن الشبهات والمحرَّمات، وكان يغض الطرف عن الشهوات والصغائر، والضغائن والخصومات والعداوات، وكان عفيف النظر، سمح الوجدان والمشاعر، ولا يتدنى إلى مستوى الخلافات الشخصية. كما كان لا يُزاحِم على أمور الدنيا وجاهها، على حين أنه يُسارع وينشط في أمور الآخرة، على نحو يتفوق فيه على كل من عداه.

## صفته وأخلاقه
كان الإمام الأشعري متواضعاً، شديد الحياء، ورعاً حسن الخلق، لطيفاً بهي المنظر مهيباً، ينصف الناس ويحترمهم، من أكثر الناس دعابة، وكان قانعاً متعففاً، حريصاً على جمع كلمة المسلمين، وكان كجده أبي موسى الأشعري موصوفاً بحسن الصوت. وهناك قصة تبين إنصافه وحسن خلقه؛ فقد حضر الأشعري بعض مجالس المناظرة وناظره إنسان فانقطع في يده، أي انقطع الأشعري عن الحجة، وكان معه رجل من العامة فنثر عليه لوزاً وسكراً، فقال له الأشعري: ما صنعت شيئاً؛ خصمي استظهر علي وأوضح الحجة وانقطعت في يده، كان هو أحق بالنثار مني! ثم بعد ذلك أظهر خصمه التوبة والانتقال عن مذهبه إلى مذهب أهل السنة والجماعة. كما كان حاضر البديهة شديد الحفظ ذكياً فطناً، قال أبو عبد الله بن خفيف: دخلت البصرة وكنت أطلب أبا الحسن الأشعري ؛ فأرشدت إليه، وإذا هو في بعض مجالس النظر فدخلت، فإذا جماعة من المعتزلة فكانوا يتكلمون، فإذا سكتوا وأنهوا كلمهم قال لهم أبو الحسن الأشعري لواحد واحد: قلت كذا وكذا، والجواب عنه كذا وكذا، إلى أن أجاب الكل، فلما قام خرجت في أثره فجعلت أقلب طرفي فيه فقال: إيش تنظر؟ فقلت: كم لسان لك؟! وكم أذن لك؟! وكم عين لك؟! فضحك وقال لي: من أين أنت؟ قلت: من شيراز. وكنت أصحبه بعد ذلك.

## أهم مبادئه
من أهم مبادئ ومعتقدات الإمام الأشعري وفقاً للدكتور محمد أمين فرشوخ في كتابه موسوعة عباقرة الإسلام:
1. الله تعالى واحد لا شريك له، قديم لا أول له. وأثبت هذا الوجود بالآيات القرآنية وبالأدلة المنطقية.
2. الله تعالى يعلم الواجب والجائز والمستحيل، محيط بكل شيء ماضياً وحاضراً ومستقبلاً.
3. القرآن الكريم من حيث هو كلام الله تعالى بالحقيقة هو قديم أزلي، ومن حيث هو ألفاظ تُنقل وتسمع هو مُحدث ومخلوق.
4. أفعال العباد كلها مخلوقة والله تعالى هو خالقها، والعبد عاجز عن خلق أعماله، إلا أن للإنسان قدرة على الأفعال الإرادية فقط، والإنسان كاسب لهذه الأفعال، ينال الثواب والعقاب عليها.
5. التمسّك بكل ما جاء في القرآن والسنة الصحيحة في كل ما يتعلّق بصفات الخالق، وعلى المؤمن المسلم عدم السؤال عن معانيها.
6. الاعتقاد بأن الإيمان هو التصديق بالقلب، أما القول باللسان والعمل بالفرائض فهما من فروعه. والشفاعة واردة فالنبي ﷺ يشفع لأمته.
7. رؤية الله في الآخرة للمؤمنين أمر جائز، وقد بيّن ذلك بالآيات القرآنية والأدلة العقلية.
8. السببية الحقيقة لكل ما يحدث ليس النظام المقرر والنواميس الطبيعية بل هو الله تعالى.

## حال المسلمين قبل ظهور الأشعري
بعد أن طرأ بعض فتور على الفتوح ازداد الناس تفرغاً لتلك الآراء المبثوثة -مثل آراء الخوارج والباطنية والقدرية والجبرية والمرجئة والحشوية، وبالجملة لمجمل الآراء صحيحها وسقيمها والمنحرف منها ومستقيمها- وتغلب على عقول الناس شهوة التعمق فيها. وأخذ أمثال ابن المقفع وحماد عجرد ويحيى بن زياد ومطيع بن إياس وعبد الكريم بن أبي العوجاء -الذي كان ربيب حماد بن سلمة وكان اعترف أنه وضع أربعة آلاف حديث- يواصلون السعي في نشر الإلحاد بين المسلمين وترجمة كتب الملاحدة والثنوية ونشرها، حتى استفحل أمرهم. فأمر المهدي علماء الجدل من المتكلمين بتصنيف الكتب في الرد على الملحدين.
وكان القائمون بأعباء تلك المدافعات طائفة من المعتزلة، فأصبحوا -أي المعتزلة- بين عدوين:
1. عدو من خارج الملة له آراء وفلسفة تدرب عليها من عهد قديم، ويتمثل في الكفرة والملاحدة والزنادقة.
2. عدو مجافٍ من داخل الأمة كاد السواد أن ينحاز إليه لتقشفه وهو بعيد عن قضايا العقول، راجت عليه تمويهات المضلين من اليهود والنصارى والثنوية، فكان قصارى عمله وهمه في هذه المعمة: الوقيعة في أهل النظر العقلي لا يفرق بين العدو والحميم، ولو وُكِّل له أمر الدفاع عن العقيدة الإسلامية لما أمكن أن يدافع عنها ساعة من نهار.

ولقد اشتغل المدافعون عن العقيدة والمناظرون لخصومها بالعدو الأول -من خارج الملة- وتغاضوا عن الثاني -وهم الحشوية- حتى أتموا الرد على الأول وكشفوا تمويهاته، ثم نقضوا كلام العدو الثاني وأظهروا سخف آرائهم. لكن طول وعمل الجدل والمناظرات في مسائل العقيدة مع خصوم متعددين ومتباينين، أدّت بالمعتزلة إلى ركونهم المطلق إلى العقل وتمجيده والثقة المطلقة به وبكل ما ينتج عنه، ورفضهم للنقل وغلوهم في رفضه وتنحيته من أصول العقيدة بشكل كامل. وكان غالب الفقهاء وحملة السنة طوال هذه المكافحات يأبون الخوض في تلك المسائل ويَجرون على ما عليه الصحابة وخيار التابعين من الاقتصار على ما ثبت من الدين بالضرورة، رغم أن خصوم الدين من الزنادقة كان لهم من الأسلحة ما لا يمكن مقابلته إلا بمثله، خصوصا وأنهم جروا في بث سمومهم وزندقتهم مع المسلمين على طريق التدرج في مراحل التشكيك والتضليل، والجمهور من الفقهاء وأهل السنة في غفلة من ذلك.
ومشى أولئك الزنادقة بالمسلمين إلى مرحلة لو ترك الأمر لهم وشأنه لكادت أن تتسرب شكوكهم إلى قلوب جماعة المسلمين فتعم البلوى ويبلغ الخطب مداه. في هذه الظروف، تولى المأمون العباسي الخلافة، وأخذ يشايع المعتزلة ويقربهم حتى حمل الناس على القول بخلق القرآن والتنزيه حسبما يوحي إليه عقله وعقول خلطائه، ودامت هذه المحنة طوال خلافة المعتصم والواثق وزاد الأخير مسألة نفي الرؤية، فلقي خصوم المعتزلة شدائد استمرت إلى أن رفع المتوكل المحنة وأظهر الإمام أحمد بن حنبل فيها من الثبات ما رفع شأنه. ولم يكن للمتوكل ما يحمد عليه غير رفعه المحنة ومنع الناس عن المناظرات في الآراء والمذاهب. ثم ابتدأ من عهد المتوكل العباسي رد الفعل يأخذ سيره الطبيعي من ارتفاع شأن الحشوية وانقماع أهل النظر والمعتزلة.
وتشكل حال المسلمين في أمر العقيدة على ما يقرب من هذا التقسيم:
- أهل السنة: من الفقهاء والمحدثين غارقين في علومهم المجردة في غير جلبة ولا ضوضاء.
- الحشوية: يجرون على طيشهم وعمايتهم واستتباع الرعاع والغوغاء ويتقولون في الله ما لا يجوِّزه شرع ولا عقل من التشبيه والتجسيم.
- المعتزلة: يعطلون صفات الله، ويحكّمون العقل تحكيما مطلقاً ويرفضون النقل رفضاً تاماً، ويقولون بخلق القرآن وبنفي الرؤية في الآخرة ونفي الشفاعة وبالأصول الخمسة التي خالفوا بها عقيدة أهل السنة والجماعة، وكانوا يتغلبون على عقول المفكرين من العلماء ويسعون في استعادة سلطانهم على الأمة.
- الملاحدة والقرامطة والزنادقة: توغلوا في الفساد واحتلوا بلاد الإسلام ولم يبقَ ثغور الدفاع عن العقيدة ما يرابط بالحجج القاطعة والبراهين الدامغة والأدلة الناصعة التي تمحق مخرقة الإلحاد والزندقة والقرمطة، حيث انشغل الكل بأنفسهم وبصراعاتهم البينية.

## نشأته وتركه الاعتزال
كان الإمام الأشعري يعيش في كنف المعتزلة؛ فهو ربيب إمام من أكبر أئمتهم ألا وهو أبو علي الجبائي فهو زوج أمه، تتلمذ عليه منذ نعومة أظفاره، حيث لقنه أصول المعتزلة وطريقتهم قبل أن يشتد عوده، فهو لا جرم تلميذه المقرب؛ ظل يلازمه ويأخذ عنه لا يفارقه أربعين سنة، حتى وصل الأمر بالجبّائي أنه كان إذا عرض له عارض من مرض أو غيره، يمنعه من الحضور في المجالس العلمية والمناظرات يبعث الأشعري ويقول له: نب عني. فأبو الحسن تمرس في طريقة المعتزلة حتى تبحر في كلام الاعتزال وبلغ مكانة مرموقة لديهم، وصار يشار إليه بالبنان، ولكنه كان ذا عقل منير وفطرة سليمة، كما كان باحثاً عن الحقيقة دون تعصب، فقد كان يورد الأسئلة على أساتذته في الدرس، ولا يجد فيها جواباً شافياً؛ فتحير في ذلك أشد الحيرة، وبقي باحثاً عن الحقيقة متعطشاً لها، ملتجئاً إلى الله أن يلهمه رشده ويدله على الحق الذي يريده الله ويرتضيه.
ولما جاوز حد الأربعين ازدادت الحيرة لديه بازدياد بحثه عن الحقيقة مع زيادة الالتجاء إلى الله، فغاب عن الناس في بيته خمسة عشر يوماً متفكراً متأملاً. ثم خرج إلى الجامع؛ فصعد المنبر يوم الجمعة، وقال: معاشر الناس؛ إني إنما تغيبت عنكم في هذه المدة لأني نظرت فتكافأت عندي الأدلة، ولم يترجح عندي حق على باطل، ولا باطل على حق؛ فاستهديت الله فهداني إلى اعتقاد ما أودعته في كتبي هذه، وانخلعت من جميع ما كنت أعتقده كما انخلعت من ثوبي هذا. وانخلع من ثوب كان عليه ورمى به، ودفع الكتب إلى الناس، فمنها كتاب: «اللمع» وكتاب أظهر فيه فساد رأي المعتزلة سماه كتاب: «كشف الأسرار وهتك الأستار» وغيرهما. فلما قرأ تلك الكتب أهل الحديث والفقه من أهل السنة والجماعة أخذوا بما فيها وانتحلوه واعتقدوا تقدمه واتخذوه إماماً؛ حتى نسب مذهبهم إليه. أما المعتزلة فأعلنوا عليه الحرب وشنعوا عليه ولفقوا الأكاذيب والأباطيل وحقدوا عليه.
وتثبت المصادر أسباباً عدة لهذا التحول الفكري في حياة الأشعري، من أهمها تلك المسائل والإشكاليات التي صادفته، والتي لم يجد لها جواباً عند شيخه الجبائي؛ الأمر الذي أوقعه في حيرة وتشكك في مذهب المعتزلة، بصورة جعلته غير راضٍ عنه بالمرة، وبوجه عام يمكن تحديد دواعي الموقف المعارض الذي اتخذه الأشعري من المعتزلة، والذي أدى به إلى التحول - كما يذكر المستشرق هنري كوربان - بأمرين أساسيين:
1. أن منح العقل أهمية مطلقة لا يُفضي إلى دعم الدين، كما زعم المعتزلة، بل على العكس قد يُفضي إلى نفي الدين، أو إلى استبدال العقل بالإيمان، وأي قيمة لتشريع سماوي إذا كان العقل أسمى منه وأرفع؟!
2. يؤكد القرآن في كثير من آياته على الإيمان بالغيب كمبدأ أساسي في التصور الديني، إذا انهارَ انهارت معه أركان الدين، والغيب هذا أمر يُجاوز حدود الفكر البشري ونطاق البراهين العقلية، فاتخاذ العقل إذن كمقياس مطلق في أمور العقيدة يتنافى والحالة هذه مع مبدأ الإيمان بالغيب.

### مناظرته مع أستاذه الجبائي
اعتكف الأشعري في بيته 15 يوماً يفكر في كل ما تعلم عن المعتزلة. قالوا: «ثم خرج إلى الجامع وصعد المنبر وقال: معاشر الناس إنما تغيبت عنكم هذه المدة لأني نظرت، فتكافأت عندي الأدلة ولم يترجح عندي شيء على شيء، فاستهديت الله فهداني إلى اعتقاد ما أودعته في كتبي هذه، وانخلعت من جميع ما كنت أعتقده كما انخلعت من ثوبي هذا، وانخلع من ثوب كان عليه ورمى به».
وأول ما بلغنا من شكه وخروجه أنه ناظر أستاذه الجبائي، فقال الأشعري له: «ما قولك في ثلاثة: مؤمن وكافر وصبي؟ فقال الجبائي: المؤمن من أهل الدرجات، والكافر من أهل الهلكات، والصبي من أهل النجاة. فقال الأشعري: فإن أراد الصبي أن يرقى إلى أهل الدرجات هل يمكن؟ قال الجبائى: لا، يقال له: إن المؤمن إنما نال هذه الدرجة بالطاعة، وليس لك مثلها، قال الأشعري: فإن قال: التقصير ليس مني، فلو أحييتني كنت عملت من الطاعات كعمل المؤمن، قال الجبائي: يقول له الله: كنت أعلم أنك لو بقيت لعصيت ولعوقبت، فراعيت مصلحتك، وأمتّك قبل أن تنتهي إلى سن التكليف... قال الأشعري: فلو قال الكافر: يا رب علمت حاله كما علمت حالي، فهلا راعيت مصلحتي مثله؟ فانقطع الجبائي». وهذه المناظرة مبنية على قول المعتزلة: إن الله تعالى يجب عليه مراعاة الأصلح للعبد، فناقشه الأشعري في هذا المبدأ.
ورووا مناظرة أخرى له خلاصتها أن رجلاً سأل الجبائي: هل يجوز ان يسمى الله عاقلاً؟ فقال الجبائي: لا، لأن العقل مشتق من العقال، والعقال بمعنى المانع، والمنع في حق الله محال. فقال الأشعري للجبائي: فعلى قياسك لا يسمّى الله تعالى حكيماً، لأن هذا الاسم مشتق من حكمة اللجام، وهي الحديدة المانعة للدابة (التي تكون في فم الفرس لإحكام جماحه) عن الخروج، ويشهد لذلك قول حسان بن ثابت:
بمعنى نمنع بالقوافي من هجانا. وقال آخر:
أي امنعوا سفهاءكم. فإذا كان اللفظ مشتقاً من المنع، والمنع على الله محال، لزمك أن تمنع إطلاق «حكيماً» عليه تعالى، فلم يجد الجبائي جوابا، وسأل الأشعري: ما تقول أنت؟ قال: أجيز حكيماً، ولا أجيز عاقلاً... لأن طريقي في مأخذ أسماء الله السماع الشرعي، لا القياس اللغوي، فأطلقت حكيماً، لأن الشرع أطلقه، ومنعت عاقلاً، لأن الشرع منعه، ولو أطلقه الشرع لأطلقته. وهكذا سار الجدل بينهما حتى انفصل عنه الأشعري وعن الاعتزال.

### منهجه في البحث عن الحقيقة
يمكن لنا من هذه الحادثة أن نستشف منهج الإمام الأشعري في البحث عن الحقيقة، ويمكن أن نلخصه في الآتي:
1. البحث عن الحقيقة ونبذ التعصب؛ حيث لم تمنعه أربعون سنة قضاها في الاعتزال أن يرجع إلى الحق لما ظهر له، وفي هذا درس لكل باحث عن الحقيقة أن لا تأسره فكرة ما ولو طال اعتقاده لها، بل يتبع الحق متى ظهر له.
2. دوام الفكر دون توقف، وكثرة التأمل مع الخلوة المؤقتة حتى يتفرغ الذهن من الشواغل.
3. الالتجاء إلى الله تعالى والاعتراف بالعجز بين يديه سبحانه وتعالى، ودوام الخضوع له والتماس الهداية منه؛ لأنه وحده القادر على خلق الهداية والتوفيق لها، مع الأخذ بالأسباب، ولكن الاعتماد على الله وليس على تلك الأسباب.
4. اعتماد الكتاب والسنة أصلاً وحيداً في الشرعيات، فما وافق الكتاب والسنة في قضايا الشرع قُبل وما لم يوافق رُد، ولا يعد هذا انتقاصاً للعقل؛ إذ العقل مجاله العقليات، أما في الشرعيات فعمله منحصر في إثبات صدقها أولاً ثم فهمها الصحيح ثانياً، والعمل بمقتضاها أخيراً

## رجوعه إلى عقيدة أحمد بن حنبل
اختلف السلفية والأشاعرة حول موضوع هل رجع أبو الحسن الأشعري عن عقيدته الأشعرية أم لا فقال الأشاعرة أنه لم يرجع بينما قال السلفيون أنه رجع واعتقد بعقيدة أحمد بن حنبل كما في كتاب الأشعري الإبانة عن أصول الديانة الذي صرح بذلك.

## القضاء على الاعتزال
فرض الاعتزال على المسلمين ثلاثةٌ من خلفاء بني العباس على مدى سنوات طويلة  وكان الإمام أبو بكر بن الصيرفي يقول: «كانت المعتزلة قد رفعوا رؤوسهم حتى أظهر الله تعالى الأشعري فحجزهم في أقماع السماسم».

## طريقته في تفسير النصوص
عاد الإمام الأشعري إلى منهج السلف وأهل الحديث ونقض مذهب الاعتزال من الداخل. ومن أبرز معالم طريقته، ومواطن قوتها وجاذبيتها التي جذبت إليها كبار أهل العلم على اختلاف العصور والبلاد:
1. الوسطية والاعتدال: غار الإمام الأشعري على أهل الإسلام وعلى النزاع الذي حصل بينهم، والسبب في ذلك النزاع هو التطرف أو التنطع، سواء أكان في الأسلوب أم في الأدوات، فالمعتزلة غلّبوا جانب العقل على النقل (الكتاب والسنة) مما دعاهم إلى رد كثير من نصوص السنة النبوية الثابتة بحجة مخالفتها للعقل، وإلى كثير من التأويلات المجحفة والتكلفة لنصوص القرآن الكريم، والحشوية أهملوا العقل بالكلية، وتوسعوا في النقل، حتى قبلوا كثيراً من الأخبار الموضوعة والمكذوبة، كما جمدوا عند ظواهر النصوص؛ مما أداهم إلى القول بالتجسيم، ونسبة ما لا يليق إلى الباري عز وجل كالأعضاء والجوارح والجهة وغير ذلك. فجاء الأشعري يدعو الناس إلى وسطية الإسلام، فيقول للفريقين: أمهلوا؛ إن العقل من عند الله وهو قانون الله الذي أقام عليه الكون، والنقل رسالة الله إلى خلقه، ولا يمكن أن يتعارض العقل والنقل؛ لأن مصدرهما واحد من عند الإله الحكيم الذي لا يصدر عنه إلا الحكمة البالغة، وإن حصل خلاف بين العقل والنقل فلا بد أن يكون ثمة خلل ما، فإما أن يكون النقل غير صحيح، أو صحيحاً ولكنه غير صريح، وإما أن يكون ما ظنناه عقلاً ليس مسلّماً، وبالتالي فالخلل في فهمنا وليس للعقل أو النقل، وهكذا لا بد من التوفيق بين العقل والنقل، بحمل كل واحد على مراد الله تعالى حسب الطاقة البشرية وبعد استفراغ الوسع وبذل أقصى الجهد لذلك.
2. تحرير الخلاف وفك جهات التعارض: لما كان العقل والنقل متوافقين في أصلهما، والتعارض بينهما إنما هو طارئ بسبب أفهام البشر سعى الإمام الأشعري ومدرسته من بعده إلى الإصلاح بين المسلمين المختلفين، بتحرير محل النزاع، وذلك ببيان مواطن الاتفاق والاختلاف، وبذلك ذهب معظم الخلاف بين المسلمين. ولنضرب على ذلك أشهر مثال اختلف فيه المسلمون سنوات عديدة وكيف استطاع الأشعري ومدرسته فك النزاع فيه، والعودة بالمسلمين إلى الوفاق بعد طول نزاع، ذلك المثال هو قضية خلق القرآن، أقديم وهو صفة من صفات الباري عز وجل، أم هو مخلوق حادث أنزله على خلقه؟ قبل الأشعري قال المعتزلة: إنه مخلوق، بدليل أنه حروف وأصوات والحرف معلوم أن له بداية ونهاية فكيف يكون قديماً وصفة من صفات الله سبحانه وتعالى؟! والأصوات ناتجة عن الحركة والحركة والسكون من صفات الأجسام؛ فيستحيل أن يكون قديماً. والله تعال وصفه بأنه محدث بقوله: ﴿ما يأتيهم من ذِكرٍ من ربّهم محدث إلّا استمعوه وهم يلعبون﴾ (سورة الأنبياء: 2) وقال خصومهم: بل هو كلام الله لقوله تعالى: ﴿وإن أحدٌ من المشركين استجارك فأجره حتى يسمع كلام الله﴾ (سورة التوبة: 6) وكلامه صفته وصفته قديمة.[ملحوظة 1] فجاء الإمام الأشعري وقال لكل من الفريقين: أمهلوا! فإن أردتم الرسم والتلاوة والحروف والأصوات فهي مخلوقة بلا شك، وهي الدال على كلام الله وليست عين كلام الله. أما إن أردتم المعاني القديمة وكلام الله النفسي فهي مدلول كلام الله، وهي بلا شك قديمة غير مخلوقة. وهكذا حرر الأشعري الخلاف بين الفريقين وارتضى جمهور الأمة هذا الحل الذي فيه تحقيق المسألة؛ فانتهت بذلك محنة خلق القرآن، وبالطريقة نفسها أجاب الأشعري وأصحابه عن جميع المسائل الخلافية، فانتهى الاعتزال تلقائياً بعد أن تحرر الخلاف. والأمثلة التي حصل فيها خلاف في الساحة الفكرية الإسلامية كثيرة جداً كمسألة الرؤية لله عز وجل يوم القيامة، وسائر صفات الله سبحانه وتعالى، وكذلك مسألة القدر، وغيرها وكتب العقيدة والتفسير طافحة بالأمثلة وقد ساق الحافظ ابن عساكر أمثلة كثيرة في كتابه «تبيين كذب المفتري».
3. المنهجية العلمية الدقيقة في تناول الأمور: امتاز مذهب الإمام الأشعري ومدرسته من بعده بدقة المنهج، فمنهج الأشعرية قائم على الموضوعية، وعلى اعتماد جميع الأدلة، فهم ينظرون إلى القرآن الكريم كأنه آية واحدة، وإلى السنة كذلك، دون أن تحكمهم الانتقائية، بينما الفرق الأخرى كل فرقة تركّز على جانب من الآيات الموافقة للهوى، وتدع ما خالف الهوى، وانطلاقاً من هذا قام الأشعرية بالتوفيق بين الأدلة القرآنية وإيضاح ما قد يتوهمه الجاهل تعارضاً بينهل، أو بينها وبين العقل، وهذه علامة مميزة نجدها عند جميع أتباع الإمام الأشعري، كسيف السنة الباقلاني وهو من أبرز رجال مدرسة الإمام الأشعري حتى كان يسمى: الأشعري الثاني، وإمام الحرمين الجويني، وحجة الإسلام الغزالي، والقاضي أبي بكر بن العربي، وشيخ الإسلام فخر الدين الرازي وغيرهم، بل كانوا متيقظين إلى أن دعوى التناقض المزعوم بين آيات القرآن لا تسلم حتى تكون لذات النص القرآني وليس لمذهب المفسر. بهذه النظرة الشمولية الدقيقة الواعية تعامل الأشعرية مع كتاب الله تعالى، وهذا من أسباب جاذبية هذا المذهب حيث اتبعه معظم الأئمة المتبوعين. وقد تولى أئمة الأشعرية التوفيق بين المعقول والمنقول باعتماد كل من العقل والنقل؛ ومن ذلك كتب الغزالي كـ«إلجام العوام»، و«قانون التأويل»، و«فيصل التفرقة بين الإسلام والزندقة» وغيرها، وفخر الدين الرازي في «تفسيره الكبير»، وكتابه «أساس التقديس» وغيره.

وحول منهجه التوفيقي يقول تقي الدين المقريزي في «المواعظ والاعتبار بذكر الخطط والآثار»: 
| أبو الحسن الأشعري | ...وحقيقة مذهب الأشعري أنه سلك طريقا بين النفي الذي هو مذهب الاعتزال، وبين الإثبات الذي هو مذهب أهل التجسيم، وناظر على قوله هذا واحتج لمذهبه فمال إليه جماعة وعولوا على رأيه... فانتشر مذهب أبي الحسن في العراق من نحو سنة 380 هـ وانتقل منه إلى الشام... وإلى مصر على يد الملك الناصر صلاح الدين يوسف بن أيوب ومن بعده من ملوك الأيوبيين. وإلى بلاد المغرب على يد أبي عبد الله محمد بن تومرت... وقد انتشر مذهب أبي الحسن الأشعري في أمصار الإسلام بحيث نسي غيره من المذاهب وجهل حتى لم يبق اليوم مذهب يخالفه إلا أن يكون مذهب الحنابلة أتباع الإمام أبي عبد الله أحمد بن حنبل الذي انتصر للدعوة له الإمام تقي الدين ابن تيمية. | أبو الحسن الأشعري |

## مذهبه في المتشابهات
هناك نصوص من كتاب الله تعالى لا نفقه معناها وظاهرها يثبت لله تعالى شيئاً من صفات المخلوقات وهو غير مراد قطعاً فالله تعالى يقول: ﴿ليس كمثله شيء وهو السميع البصير﴾ (سورة الشورى: 11) فهناك فارق بين المخلوق والخالق، وكل ما خطر ببالك فالله خلاف ذلك؛ فمخالفة الله تعالى للحوادث صفة قطعية متفق عليها بين المسلمين، فينبغي أن تكون مرجعاً عند النزاع في نص مختلف فيه بينهم. ومن هذه النصوص قوله سبحانه وتعالى: ﴿الرحمن على العرش استوى﴾ (سورة طه: 5)، ﴿بل يداه مبسوطتان ينفق كيف يشاء﴾ (سورة المائدة: 64) ونحوها، فهذه النصوص يمتنع حملها على الحقيقة التي تتبادر إلى الذهن. وللإمام الأشعري ومدرسته في هذه الآيات المتشابهة مذهبان؛ أحدهما: أنه إذا مرت به آية ظاهرها يفهم منه الجسمية كاليد والجنب ردها بالتأويل إلى ما ينفي الجسمية، والبحث عن معاني هذه الكلمات في لغة العرب واختيار أليقها بالله تعالى، والثاني: أنه يمر بها كما جاءت لا يتأولها ويكل العلم بها إلى الله تعالى من غير اعتقاد الجسمية، مع الاعتقاد الجازم أن ظواهرها المحسوسة غير مرادة قطعاً، فيقول المفسر: "الله أعلم بمراده، ويكفي الإنسان ليَسلَم أن يقول: آمنت بجميع ما جاء عن الله وعن رسول الله ﷺ وعلى مراد الله تعالى".
| أبو الحسن الأشعري | حاصل هذا المذهب - مذهب السلف - أن هذه المتشابهات يجب القطع فيها، بأن مراد الله تعالى منها شيء غير ظواهرها، ثم يجب تفويض معناها إلى الله، ولا يجوز الخوض في تفسيرها. | أبو الحسن الأشعري |

| أبو الحسن الأشعري | للأشاعرة قولان مشهوران في إثبات الصفات، هل تمر على ظاهرها مع اعتقاد التنزيه، أو تئول؟ والقول بالإمرار مع اعتقاد التنزيه هو المعزو إلى السلف، وهو اختيار الإمام في الرسالة النظامية (يقصد إمام الحرمين أبو المعالي الجويني)، وفي مواضع من كلامه، فرجوعه معناه الرجوع عن التأويل إلى التفويض، ولا إنكار في هذا، ولا في مقابله، فإنها مسألة اجتهادية، أعني مسألة التأويل أو التفويض مع اعتقاد التنزيه. إنما المصيبة الكبرى والداهية الدهياء الإمرار على الظاهر، والاعتقاد أنه المراد، وأنه لا يستحيل على الباري، فذلك قول المجسمة عباد الوثن، الذين في قلوبهم زيغ يحملهم الزيغ على اتباع المتشابه، ابتغاء الفتنة، عليهم لعائن الله تترى واحدة بعد أخرى، ما أجرأهم على الكذب، وأقل فهمهم للحقائق. | أبو الحسن الأشعري |

| أبو الحسن الأشعري | ...والأدلة القطعية قائمة على التنزيهات فيجب أن يفوض علم النصوص إلى اللّه تعالى على ما هو دأب السلف، إيثاراً للطريق الأسلم، أو يؤول بتأويلات صحيحة على ما اختاره المتأخرون دفعاً لمطاعن الجاهلين وجذباً لطبع القاصرين، سلوكاً للسبيل الأحكم. | أبو الحسن الأشعري |

والحق أن كلا المذهبين واحد ألا وهو تنزيه الباري عز وجل؛ فإذا كان الخوض في معانيها يؤدي إلى فتنة واستغلت للطعن بالإسلام فسرناها اعتماداً على قواطع الدين وفصيح لسان العرب، كما ذهب إلى ذلك بعض السلف وجمهور الخلف وبهذا يكون القصد من كلا المذهبين تنزيه الباري عز وجل واقتلاع جذور الفتنة. وقد عرفت هذه النصوص بالنصوص الموهمة للتشبيه، وقد لخّص مذهبي الأشعري إبراهيم اللقاني صاحب «جوهرة التوحيد» بقوله:
وقد كان بعض الفضلاء من أهل العلم يقول: «لو قال فوّضه أو أول لكان أولى. ذلك لأن التفويض هو الأصل، وعلى كل فلا خلاف بين التأويل والتفويض؛ لأن التفويض تأويل إجمالي حيث يقطع المفوض أن الظاهر المتبادر من اللفظ غير مراد لكنه لا يخوض في تفصيل المعنى المراد».

## موقفه من قضية التكفير
هناك نصوص عديدة من القرآن تحذر من أصناف من كبائر الذنوب قد يفهم من ظاهرها من ليس له قدم راسخة في العلم التكفير؛ فيقع في تكفير أصحاب الكبائر كتاركي الصلاة ومرتكبي الزنا وقاتلي الأنفس والحاكمين بغير ما أزل الله دونما استحلال لذلك؛ فيحمل تلك النصوص على ظاهرها فيقع في أخطر البدع التي ظهرت في الأمة الإسلامية ألا وهي تكفير المسلمين، والذي عليه مدرسة الأشعرية أن نفهم النصوص على هدي غيرها من النصوص ولا نختار النص الذي يكفّر ونترك النص الآخر الذي يجعل الأمر تحت مشيئة الله إن شاء عذب وإن شاء عفا. ولا شك أن هذه المعاصي والذنوب من أعظم الكبائر والجرائم ولكنها ليست كفراً إلا لمن استحل ذلك، أما من ارتكب ذلك وهو مقر بالخطأ والذنب فهو فاسق مجرم وليس كافراً؛ لأن الله تعالى يقول: ﴿إن الله لا يغفر أن يشرك به ويغفر ما دون ذلك لمن يشاء﴾ (سورة النساء: 48 و116).
وقد حذّر الرسول ﷺ من بدعة التكفير أشد التحذير؛ فقال: أيما امرئ قال لأخيه: يا كافر، فقد باء بها أحدهما، إن كان كما قال وإلا رجعت عليه. أخرجه الإمام مسلم في صحيحه، وأخرج نحوه الإمام البخاري عن أبي هريرة. وقد حذر الرسول ﷺ من هذا الصنف من الناس الذين يكفرون المسلمين، ووصفهم بكثرة العبادة والصلاة، ولكنهم لتكفيرهم المسلمين لا ينفعهم ذلك شيئاً، فعن أبي سعيد الخدري أنه قال: سمعت رسول الله يقول: يخرج في هذه الأمة ولم يقل منها قوم تحقرون صلاتكم مع صلاتهم فيقرؤون القرآن لا يجاوز حلوقهم أو حناجرهم، يمرقون من الدين مروق السهم من الرمية. أخرجه الإمام مسلم في صحيحه. وعن علي بن أبي طالب وكرّم وجهه أنه قال: سمعت رسول الله يقول: سيخرج في آخر الزمان قوم أحداث الأسنان سفهاء الأحلام يقولون من خير البرية يقرؤون القرآن لا يجاوز حناجرهم، يمرقون من الدين كما يمرق السهم من الرمية فإذا لقيتموهم فاقتلوهم فإن في قتلهم أجراً لمن قتلهم إلى يوم القيامة. أخرجه الإمام مسلم في صحيحه.

كتاب: (مقالات الإسلاميين واختلاف المصلين) قال عنه شيخ الأزهر الدكتور أحمد الطيب: إن الإمام الأشعري جمع في هذا الكتاب مذاهب المنتمين للإسلام، وكذلك الاختلافات بين المصلين، منوها بأن كلمة مصلين مختارة بعناية فهو يقول: «من صلى إلى قبلتنا فهو منا ولا نكفره».

وانطلاقاً من هذه الأحاديث بنى الإمام الأشعري ومدرسته معتقدهم بالتحذير من المجازفة في تكفير المسلمين والتحذير من خطر ذلك على الدين، يقول الإمام الأشعري: «نرى أن لا نكفر أحداً من أهل القبلة بذنب يرتكبه، كالزنا والسرقة، وشرب الخمر كما دانت بذلك الخوارج، وزعموا أنهم بذلك كافرون، ونقول: إن من عمل كبيرة من الكبائر وما أشبهها مستحلاً لها كان كافراً إذا كان غير معتقد تحريمها».
وقال صاحب جوهرة التوحيد مبيناً معتقد أهل السنة الأشعرية في ذلك:
| أبو الحسن الأشعري | رأيت للأشعري كلمة أعجبتني وهي ثابتة رواها البيهقي، سمعت أبا حازم العبدوي، سمعت زاهر بن أحمد السرخسي يقول: لما قرب حضور أجل أبي الحسن الأشعري في داري ببغداد، دعاني فأتيته، فقال: اشهد علي أني لا أكفر أحدا من أهل القبلة، لأن الكل يشيرون إلى معبود واحد، وإنما هذا كله اختلاف العبارات. قلت (أي الذهبي): وبنحو هذا أدين، وكذا كان شيخنا ابن تيمية في أواخر أيامه يقول: أنا لا أكفر أحدا من الأمة، ويقول: قال النبي -صلى الله عليه وسلم-: لا يحافظ على الوضوء إلا مؤمن فمن لازم الصلوات بوضوء فهو مسلم. | أبو الحسن الأشعري |

ويقول أمين الخولي في كتابه «المجددون في الإسلام»: «...وكذلك يبدو التسامح الديني في أبي الحسن الأشعري المجدد تسامح نفسي وجداني، صادر من قلبه، وهو في الوقت نفسه تسامح عقلي يعذر المختلفين بأن العبارات تسبب هذا الاختلاف، فيصوب اجتهادهم في الفروع. ولا يكفر أحدا من أهل القبلة في الأصول».
وهذا من الخطوط العريضة لمدرسة الأشعرية، حيث لم يكفروا أحداً من مخالفيهم من أهل القبلة كالمعتزلة والشيعة والخوارج وغيرهم؛ ذلك لأن هؤلاء من المتأولين حيث اعتمدوا على شبهات من الكتاب الكريم والسنة، والإيمان أصل أصيل في الإسلام كما دخله الإنسان بيقين لا يخرج منه إلا بيقين؛ فلا يخرج منه بالشبه، فالطريق بيننا وبينهم هو المناظرة والجدل العلمي حتى نصل إلى الحق، إلا من رفع السلاح في وجهنا كما فعل الخوارج؛ فإنهم يُقاتَلون درءاً لفتنتهم ودفاعاً عن الإسلام وعن النفس، ومع ذلك ندعوهم إلى الجدل العلمي قبل القتال كما فعل معهم الإمام علي بن أبي طالب حين أرسل لهم عبد الله بن عباس  ليناظرهم ويردهم عن غيهم، فإن لم يجد معهم التفاهم والجدل وأبوا إلا القتال فآخر العلاج الكي. هذا هو رأي جماهير الأشعرية والذي عليه العمل، وقد وجد في أقوال بعض أئمة الأشعرية تكفير أقوال بعض الفرق الضالة ولاسيما المجسمة؛ لأن عقيدتهم في الله أشبه بعقائد الوثنية، وبعض المعتزلة في نفيهم للقدر وإنكارهم خلق الله لأفعال العباد، ولكن هذا التكفير للمسائل وليس للأشخاص، والذي يجب التنبيه إليه اليوم أن التكفير للأشخاص المعينين لا يجوز، ثم إن التكفير حكم قضائي يعود للمحاكمة كما هو معروف في باب الردة من كتب الفقه، أما العالم والمفتي فيكفر المسألة ويقول هذا الكلام كفر، أما قائله فلعل له ما يبرئ ساحته مع غلط أو وهم أو ما يعتري الأهلية من عوارض أو غير ذلك، ولذلك قرر بعض الفقهاء استتابة المرتد، أما المجازفة في التكفير والتهاون بإطلاقه على المسلمين فهو ليس من شأن أهل الحق، بل هو شأن الخوارج المارقين عن قواعد الإسلام، وأخطر أنواع التكفير ما كان بسبب المسائل الفقهية كالتوسل والاستغاثة ونحو ذلك، وأشد خطر هؤلاء حينما يأتول إلى آيات نزلت في الكافرين فيحملونها على المسلمين كما جاء في صحيح البخاري عن الخوارج: كان ابن عمر يراهم شرار خلق الله وقال إنهم انطلقوا إلى آيات نزلت في الكفار فجعلوها على المؤمنين.

## مؤلفاته

كتاب: (اللمع في الرد على أهل الزيغ والبدع) وفي آخره (رسالة في استحسان الخوض في علم الكلام).

كتاب يدرس حياة أبي الحسن الأشعري وعلومه وأهميته ومؤلفاته وتلامذته ومذهبه الكلامي ومنهجه، وانتشار المذهب الأشعري.

له كتب كثيرة جداً مختلفة المواضيع، فقد زادت كتبه على مائتي كتاب، بين رسالة ومجلد ومرجع موسوعي من عدة مجلدات ذكرها بالتفصيل الإمام أبو بكر بن فورك كما ورد في كتاب «تبيين كذب المفتري» لابن عساكر، من أشهرها:
1. كتاب «تفسير القرآن والرد على من خالف البيان من أهل الإفك والبهتان».
2. صنف كتاباً سماه «الفصول في الرد على الملحدين والخارجين عن الملة» كالفلاسفة والدهريين، وأهل التشبيه، والقائلين بقدم الدهر على اختلاف مقالاتهم وأنواع مذاهبهم، ثم رد فيه على البراهمة واليهود والنصارى والمجوس.
3. كتاب «الموجز»، وذلك يشتمل على اثني عشر كتاباً على حسب تنوع مقالات المخالفين من الخارجين عن الملة والداخلين فيها.
4. كتاب في «خلق الأعمال» نقض فيه شبهات المعتزلة والقدرية في خلق الأعمال ورد عليها.
5. «مقالات المسلمين» يستوعب جميع اختلافاتهم ومقالاتهم، ولعله الكتاب المعروف باسم «مقالات الإسلاميين واختلاف المصلين».
6. كتاب كبير في «صفات الله عز وجل» يبين مذهبه في الأسماء والصفات.
7. كتاب في «جواز رؤية الله بالأبصار» يستدل فيه لمذهب أهل السنة والجماعة القائلين بجوازها يوم القيامة ويرد على المعتزلة القائلين بنفيها وإنكارها.
8. كتاب في «الرد على المجسمة والحشوية» الذين يثبتون لله تعالى صفات الأجسام من الحركة والانتقال والجلوس، وغير ذلك مما لا يليق به سبحانه وتعالى.
9. «اختلاف الناس في الأسماء والأحكام والخاص والعام»، والذي يظهر من عنوان الكتاب أن موضوعه أصول الفقه وقواعد تفسير النصوص.
10. كتاب سماه «إيضاح البرهان في الرد على أهل الزيغ والطغيان».
11. كتاب «اللمع في الرد على أهل الزيغ والبدع»، وله كتابان آخران بعنوان اللمع: أحدهما «اللمع الكبير» جعله مدخلاً إلى كتابه «إيضاح البرهان»، والآخر هو «اللمع الصغير» جعله مدخلاً إلى اللمع الكبير.
12. كتاب «جمل المقالات»، وموضوعه جملة مقالات الملحدين الضالين.
13. كتاب «الشرح والتفصيل في الرد على أهل الإفك والتضليل» جعله للمبتدئين.
14. كتاب في «الاجتهاد في الأحكام».
15. كتاب كبير في الصفات وهو أكبر كتبه سماه «كتاب الجوابات في الصفات عن مسائل أهل الزيغ والشبهات»، قال الأشعري عن هذا الكتاب: «نقضنا فيه كتاباً كنا ألفناه قديماً على تصحيح مذهب المعتزلة، لم يؤلف لهم كتاب مثله، ثم أبان الله سبحانه لنا الحق فرجعنا عنه فنقضناه وأوضحنا بطلانه».
16. كتاب «الإبانة عن أصول الديانة».
17. كتاب «رسالة إلى أهل الثغر».
18. كتاب «رسالة استحسان الخوض في علم الكلام». ومضمون هذه الرسالة كما يدل عليه عنوانها هو التدليل على جواز الاشتعال بعلم الكلام.

قال شيخ الإسلام محيي الدين النووي في بستان العارفين: 
| ” | قلت: ومن المشهورين بكثرة التصنيف إمامنا الإمام أبو عبد الله محمد بن إدريس الشافعي، والإمام أبو الحسن الأشعري رضي الله تعالى عنهما، وقد عدد الإمام أبو بكر البيهقي مصنفات الشافعي، وعدد الإمام حافظ الشام؛ بل حافظ الدنيا أبو القاسم المعروف بابن عساكر - رضي الله تعالى عنه - في كتابه: تبيين كذب المفتري فيما نسب إلى الإمام أبي الحسن الأشعري، تصانيف الأشعري أنها نحو ثلاثمائة تصنيف. | “ |

ومعظم هذه كتب الأشعري فقدت منذ زمن بعيد، والذي بين أيدينا قلة قليلة منها، ككتاب اللمع والمقالات ورسالته في «استحسان الخوض في علم الكلام». وسبب ذلك يرجع إلى الإهمال أو بسبب هجمات الغزاة على الحواضر الإسلامية كما حصل في مكتبة بغداد على يد التتار، أو بسبب الصراعات المذهبية والفكرية. فقد ذكر العلامة الكوثري في تعليقه على «التبيين» فيما يتعلق بكتب أبي الحسن «تفسير القرآن»: أن الصاحب بن عباد المعتزلي سعى في إحراق النسخة الوحيدة منه في خزانة دار الخلافة ببغداد بأن دفع للخازن عشرة آلاف دينار، ورغم ان الكوثري علّق باستبعاده صدور مثل ذلك من الصاحب بن عباد ونسب هذه القصة إلى اختلاقات أبي حيان التوحيدي على الصاحب بن عباد، فإن القصة تؤمئ في مدلولها إلى تأثير الصراعات الفكرية والمذهبية والتباينات العِرَقية والطائفية والعنصرية وانعكاساتها السلبية على علم العلماء وجهود المفكرين وإبداع المبدعين. والمتبقي من كتبه الذي سلم من التلف والضياع لم يسلم من التحريف والتزوير وبخاصة كتاب الإبانة ورسالته إلى أهل الثغر. ومعظم علوم الإمام الأشعري وصلت إلينا عن طريق الصدور لا السطور، فطريقته العلمية تلقاها العلماء منه مباشرة ونشرها أصحابه في الآفاق.

### تفسير الإمام الأشعري
وقد سماه «تفسير القرآن والرد على من خالف البيان من أهل الإفك والبهتان». ويظهر من اسمه أن موضوعه التفسير الصحيح للقرآن الكريم ورد الشبهات التي تعلق بها أصحاب الأهواء والبدع في تفسير القرآن. وقد نقل الحافظ ابن عساكر مقدمة هذا الكتاب وفيها:
| أبو الحسن الأشعري | وخطبته في أول كتابه الذي صنفه في تفسير القرآن أدل دليل على تبريزه في العلم به على الأقران وهو الذي سماه تفسير القرآن والرد على من خالف البيان من أهل الإفك والبهتان ونقض ما حرفه الجبائي والبلخي في تأليفهما قال في أوله: (الحمد لله الحميد المجيد، المبدىء المعيد، الفعال لما يريد، الذي افتتح بحمده كتابه، وأوضح فيه برهانه، وبين فيه حلاله وحرامه، وفرق بين الحق والباطل، والعالم والجاهل، وأنزله محكما ومتشابها، وناسخا ومنسوخا، ومكيا ومدنيا، وخاصا وعاما، ومثلا مضروبا، أخبر فيه عن أخبار الأولين وأقاصيص المتقدمين، ورغب فيه في الطاعات، ورهب فيه وزجر عن الزلات والتبعات وخطوات الشيطان والضلالات، ووعد فيه بالثواب لمن عمل بطاعته ليوم المآبن وتوعد فيه من كفر به وجانب الصواب ولم يعمل بالطاعة ليوم الحشر والحساب، جعله موعظة للمؤمنين وعبرة للغابرين وحجة على العالمين لئلا يقولوا: ﴿ربنا لولا أرسلت إلينا رسولا فنتبع آياتك ونكون من المؤمنين﴾. جمع فيه علم الأولين والآخرين، وأكمل فيه الفرائض والدين، فهو صراط الله المستبين وحبله المتين، من تمسك به نجا، ومن جانبه ضل وغوى وفي الجهل تردى، وجعله قرآنا عربيا غير ذي عوج، بلسان العرب الأميين الذين لم يأتهم رسول قبله من عند رب العالمين بكتاب يتلوه بلسانهم من عند فاطر السموات والأرضين، وقطع به عذر المخالفين لنبوة سيد المرسلين؛ إذ جعله معجزا يعجزون عن الإتيان بمثله وهم أرباب اللسان والنهاية في البيان، بين لهم فيه ما يأتون وما يتقون، وما يحلون وما يحرمون، وأوضح لهم فيه سبل الرشاد والهدى والسداد، وما صنعه بالأولين الذين كانوا لديه مخالفين وعنه منحرفين، وما ينزله من النقمات بالكافرين أن أقاموا على الكفر وكانوا به متمسكين ليهلك من هلك عن بينة ويحيا من حي عن بينة، وإن الله لسميع عليم. أما بعد، فإن أهل الزيع والتضليل تأولوا القرآن على آرائهم وفسروه على أهوائهم تفسيرا لم ينزل الله به سلطاناً، ولا أوضح به برهاناً، ولا رووه عن رسول رب العالمين ولا عن أهل بيته الطيبين، ولا عن السلف المتقدمين من أصحابة والتابعين افتراء على الله، قد ضلوا وما كانوا مهتدين، وإنما أخذوا تفسيرهم عن أبي الهذيل بياع العلف ومتبعيه، وعن إبراهيم نظام الخرز ومنتحليه، وعن الفوطي وناصريه، وعن المنسوب إلى قرية جبى ومنتحليه، وعن الأشج جعفر بن حرب ومجتبيه، وعن جعفر بن المبشر القصبي ومتعصبيه، وعن الإسكافي الجاهل ومعظميه، وعن الفروي المنسوب إلى مدينة بلخ وذويه؛ فإنهم قادة الضلال من المعتزلة الجهال الذين قلدوهم دينهم، وجعلوهم معولهم الذي عليه يعولون، وركنهم الذي إليه يستندون، ورأيت الجبائي ألّف في تفسير القرآن كتاباً أوله على خلاف ما أنزل الله عز وجل وعلى لغة أهل قريته المعروفة بجبى وليس من أهل اللسان الذي نزل به القرآن، وما روى في كتابه حرفاً واحداً عن أحد من المفسرين، وإنما اعتمد على ما وسوس به صدره وشيطانه، ولولا أنه استغوى بكتابه كثيراً من أهل العوام واستزل به عن الحق كثيراً من الطغام لم يكن لتشاغلي به وجه). قال الإمام الحافظ أبو القاسم ثم ذكر بعض المواضع التي أخطأ فيها الجبائي في تفسيره، وبين ما أخطأ فيه من تأويل القرآن بعون الله له وتيسيره، وكل ذلك مما يدل على نبله وكثرة علمه وظهور فضله، فجزاه الله على جهاده في دينه بلسانه الحسنى وأحله بإحسانه في مستقر جنانه المحل الأسني. | أبو الحسن الأشعري |

ويمكن أن نلتمس من هذه المقدمة الجامعة الخيوط العريضة لمنهج الإمام الأشعري في تفسير القرآن الكريم ومنها:
1. لا يجوز تفسير القرآن الكريم بمجرد الرأي دون برهان قوي وحجة واضحة من كتاب الله سبحانه وتعالى أو سنة رسوله صلى الله عليه وسلم.
2. لا بد من الاعتماد على لغة العرب الذين نزل فيهم القرآن لفهمه، ولا يجوز الاعتماد على لغة مستحدثة أو غير فصيحة.
3. نجد الرد على أهل الاهواء والبدع ولا سيما المعتزلة شغله الشاغل ومحور حياته العلمية، وذلك ليميط الأذى عن طريق المسلمين الفكري.

وهذا التفسير من الكتب المفقودة وقد نقل العلامة الكوثري عن المقريزي أنه في سبعين مجلداً، وعن القاضي أبي بكر بن العربي أنه في خمسمائة مجلد، وعدد المجلدات يختلف باختلاف الخط كما هو معروف، وقد ذكر بعضهم أن الصاحب بن عباد المعتزلي سعى في إحراق النسخة الوحيدة منه في خزانة دار الخلافة بأن دفع للخازن عشرة آلاف دينار، وقد استبعد العلامة الكوثري هذه الرواية.

### كتاب الإبانة
وهذا من كتب الإمام التي أبرز فيها عقيدته التي استقر عليها وهي عقيدة أهل السنة والجماعة، ولكن هذا الكتاب لم يسلم من التحريف والتزوير[محل شك]، ومعظم النسخ الموجودة لا تخلو من عبث وتلاعب، وقد ذكر صلاح الدين الصفدي في «الوافي بالوفيات» في ترجمة إمام الحرمين الجويني أن المجسمة قد وضعوا كتاب الإبانة على لسان أبي الحسن الأشعري، وليس هناك شك أن الأشعري ألّف أصل كتاب الإبانة كما ذكر ذلك ابن عساكر وغيره، لكن الإبانة الذي بين أيدينا غير موثوق ولا معتمد، والقطعة التي نقلها الحافظ ابن عساكر عن كتاب الإبانة هي أكبر ما يمكننا اعتماده والوثوق به بخلاف ما سواها مما هو موجود ومتداول الآن من النسخ المطبوعة؛ فإنها تحوي تناقضات وبواطل[بحاجة لمصدر]، خاصة وأنه لا توجد نسخة واحدة من مخطوطات الإبانة يمكن الجزم بها، وكل ما هو موجود إلى الآن مما طبع من هذا الكتاب قوبل على مخطوطات كثيرة السقط والخروم. والمعول أولاً وآخراً في كل مذهب ما نقله العلماء الأثبات عن إمامهم، كما هو معروف في علم مناهج البحث.

## مراحل حياته
تلقى الأشعري علمه الديني على مرحلتين هما:
1. المرحلة الأولى: عاش فيها في كنف أبي علي الجبائي شيخ المعتزلة في عصره وتلقى علومه حتى صار نائبه وموضع ثقته.
2. المرحلة الثانية: ثار فيها على عقيدة الاعتزال الذي كان يدافع عنها، بعد أن اعتكف في بيته خمسة عشر يوماً، يفكر ويدرس ويستخير الله حتى اطمأنت نفسه، وأعلن التوبة والبراءة من الاعتزال وانتهى إلى إتباع طريقة عبد الله بن كلاب وأتباعه المعروفين بالكلابية.

ويرى آخرون أن الإمام الأشعري قد مرّ في حياته بثلاث مراحل:
1. الأولى: مرحلة الاعتزال التي دامت إلى ما يقرب من سن الأربعين.
2. والثانية: مرحلة اتباعه لعبد الله بن سعيد بن كلاب.
3. والثالثة: مرحلة رجوعه إلى عقيدة السلف وأهل السنة.

ويبنون على هذه الدعوى أن الأشاعرة اتبعوا الإمام الأشعري في مرحلته الثانية فقط، وهي التي كان فيها متبعاً لعبد الله بن كلاّب؛ إذ عندهم أن ابن كلاّب ليس على منهج أهل السنة، وأن الأشاعرة متبعون له لا للإمام أبي الحسن لأن الإمام رجع عن عقيدة ابن كلاّب في مرحلته الثالثة، وألّف على عقيدة السلف كتابه الإبانة وبعض كتبه الأخرى.
وقد حصل خلاف بين أتباع أبو الحسن الأشعري من الأشاعرة وبين السلفية على وجود المرحلة الثالثة، فالسلفية يقرّون بمرحلة ثالثة مر بها أبو الحسن والتي كان فيها على منهج السلف وبخاصة أحمد بن حنبل في إثبات الصفات جميعها لله من غير تكييف ولا تشبيه ولا تعطيل ولا تحريف - على قولهم - وفي هذه المرحلة ألف كتابه «الإبانة عن أصول الديانة» والذي يعتبره بعض السلفية عدولاً من أبي الحسن عن منهجه التأويلي إلى منهج السلف في قبول النصوص دون تأويل، بينما يقول الأشاعرة بأن أبا الحسن كان يأخذ بالمنهجين ويستخدم كل منهج في سياقه الخاص. كما اعتبروا أن النسخة الرائجة من الكتاب غير صحيحة، حيث تحوي على كثير من الدس، لذا فالأشاعرة يعتقدون أن المرحلة الثالثة ليس لها وجود في حياة الأشعري على الإطلاق. ويوافق الأشاعرة في ذلك ابن تيمية، حيث يقول ابن تيمية أن الأشعري لم يعرف غير طريقة المتكلمين.

## وفاته
بعد عمر حافل بالعلم ونشره وتعليمه للناس رحل الإمام الأشعري، وتوفي في بغداد قبل أو بعد سنة 330 هـ، وكثير من المؤرخين رجحوا وفاته في سنة 324 هـ، ونودي على جنازته: «اليوم مات ناصر السنة». وقد كان في ساعات الاحتضار وخروج الروح يذم المعتزلة وتمويهاتهم وتضليلهم للناس وصدهم عن المعاني الصحيحة للقرآن، وفي الوقت ذاته يُشهِد على نفسه بعض تلاميذه أنه لا يكفر أهل القبلة خوفاً من خطر التكفير، وحتى لا يتحمل وزر أحد من المسلمين وإن ضل، كما في قصة أبي علي زاهر بن أحمد السرخسي. وهكذا ترك مدرسة تربى عليها الكثير من العلماء على مر العصور؛ فهي المذهب العلمي الأول، فجميع أهل السنة على منهجه، ومعظم علماء أصول الفقه والفقهاء كذلك، وعلماء الحديث وشراح الصحيحين والسنن والموطأ كذلك، ومعظم مفسري القرآن الكريم كذلك على طريقته. فضلاً عن علماء العقيدة وعلم الكلام وعلماء اللغة والنحو وأهل السلوك، كلهم إما على طريقته أو على طريقة الإمام أبي منصور الماتريدي. وبسبب إقبال جماهير الأمة المحمدية على طريقة الإمام الأشعري ولا سيما العلماء الأثبات الثقات كانت المدارس العلمية والمعاهد العليا في بلاد المسلمين لا تدرس إلا طريقة الأشعري وأصحابه، فالأزهر الشريف منذ ما يقرب من ثمانمائة عام على هذه الطريقة، وجامع الزيتونة في تونس، وجامع القرويين في المغرب، وبلاد الشام ومدارسها كذلك، إضافة إلى كبار أهل العلم في بلاد الحجاز وكذلك بلاد الهند والسند.
وبعد وفاته بفترة يسيرة استعاد المعتزلة بعض قوتهم في عهد بني بُوَيه. ولكن الإمام أبو بكر الباقلاني، قام في وجههم وقمعهم بحججه ودانت للسنة على مذهب الأشعرية في الأصول أهل البسيطة من المسلمين إلى أقصى بلاد إفريقية، وقد بعث الباقلاني تلميذه الحسين بن حاتم الأزدي إلى الشام ثم إلى القيروان وبلاد المغرب، فدان له أهل العلم من أئمة المغاربة وانتشر المذهب إلى صقلية والأندلس، ولابن أبي زيد وأبي عمران الفاسي وأبي الحسن القابسي وأبي الوليد الباجي وتلامذتهم أياد بيضاء في نشر مذهب الإمام أبي الحسن في تلك البلاد. وقام بنشر المذهب في الحجاز راوية «الجامع الصحيح» الحافظ أبو ذر الهروي وأخذ عنه من ارتحل إليه من علماء الآفاق. وكان انتشاره بالشام قبل ذلك بواسطة صاحب الإمام الأشعري: أبي الحسن عبد العزيز الطبري، راوية «تفسير ابن جرير» عن مؤلفه، وكان أهل الشام يجتلبون كبار الأئمة من المذهب الأشعري حينا بعد حين كالإمام قطب الدين النيسابوري، شيخ صلاح الدين الأيوبي، اجتلبه نور الدين الشهيد بناء على طلب العلماء من أهل الشام.

## مجدد المائة الثالثة
في ظل الظروف الصعبة التي سادت العالم الإسلامي، كان الإمام الأشعري قد خرج من بحثه العميق، ومراجعته الواعية لعقيدة الاعتزال التي كان يعتنقها، ويدافع عنها، ويناظر خصومها، بقناعات واجتهادات في أصول العقيدة، جمع الله بها بين الصحيح عند كل فريق من الاجتهادات والأقوال وزال بها عن الأمة الحيرة والإشكال، وكسدت بفضل الله ثم بفضله شبهات ونيات أهل الزيغ والفتنة والضلال، وقام لنصرة السنة وقمع البدعة، وبذلك اتفق الجمهور على أنه جدد المائة الثالثة. وقد ذكر الحافظ السيوطي المجددين إلى القرن التاسع في أرجوزة سماها: «تحفة المهتدين بأخبار المجددين» قال فيها:
ومعالم التجديد في مدرسة الإمام الأشعري تتمثل في التالي:
1. فهو يعرض القديم المتفق عليه في صورة عصرية وينفض عنه الغبار ويبرزه في ثوب جديد يتلاءم مع متطلبات العصر، مبيناً صلاحية القرآن والسنة لكل زمان ومكان دون المساس بجوهرهما؛ وإلا تحول التجديد إلى تبديد.
2. يستخدم سلاحاً جديداً قديماً في نصرة القرآن والسنة ألا وهو سلاح العقل، كما يحرر محل النزاع بين الأطراف الإسلامية المتنازعة؛ ليردها إلى منهج الوسطية المتفق مع الشرع والعقل دونما تطرف أو تنطع.

لقد كان الأشعري على دراية واسعة وعميقة بمختلف الملل والنحل المشهورة والمغمورة في التاريخ الإسلامي بوجه خاص والإنساني بوجه عام، فسعى أولا للإصلاح بين فريقي الأمة بإرجاعهما عن تطرفهما إلى الوسط المعتدل وهما:
1. فريق من المعتزلة الذين تعاملوا مع أصول العقيدة بالبحث المجرد دون عصبية أو هوى ومصلحة شخصية وإن اشتط بهم البحث العقلي المجرد ومقارعة الخصوم بنتاجه إلى رفض ما ثبت من النقل بشكل شبه مطلق.
2. وفريق من أهل السنة من الفقهاء والمحدثين والدعاة الصالحين واتباعهم الذين ربما تسربت إليهم بعضا من عقائد الحشوية الضالة.

### أمثلة من طريقته وأسلوبه في النقاش

#### في قضية خلق القرآن
- قال أبو الحسن للفريق الأول: أنتم على حق إذا كنتم تريدون بخلق القرآن اللفظ والتلاوة والرسم، وليس لكم مجال أن تنفوا الصفة القديمة القائمة به تعالى وغير البائنة منه، وهو الكلام من غير لفظ ولا حرف ولا صوت.
- وقال للفريق الثاني: أنتم مصيبون إذا كان مقصودكم بالقديم الصفة القائمة بذات الباري غير البائنة منه -كما يقول ابن المبارك-، يعني الكلام النفسي، وليس لكم مجال أن تنكروا حدوث لفظ اللافظ وتلاوة التالي.

#### في مسألة رؤية الله تعالى في الآخرة
- قال أبو الحسن للفريق الأول: أنتم على حق في نفي المحاذاة والصورة، ولكن يجب عليكم الاعتراف بالتجلي من غير كيف.
- وقال للفريق الثاني: أنتم على صواب إن اقتصرتم على إثبات الرؤية للمؤمنين من غير كيف ولكن إياكم من إثبات الصورة والمحاذاة وكل ما يفيد الحدوث.

على هذا المنوال سار أبو الحسن حتى وفقه الله لجمع كلمة المسلمين وتوحيد صفوفهم وقمع المعاندين وكسر تطرفهم، وتواردت عليه المسائل من أقطار العالم فأجاب عنها فطبق ذكره الآفاق وملأ العالم بكتبه وكتب أصحابه في السنة والرد على أصناف المبتدعة والملاحدة وأهل الكتاب، وتفرق أصحابه في بلاد العراق وخراسان والشام وبلاد المغرب وفي كل بلاد الإسلام عموما، ينشرون عقيدة أهل السنة والجماعة التي جمع الله عليها السواد الأعظم بعد فرقة وشتات وتمزق.

## ثناء العلماء عليه

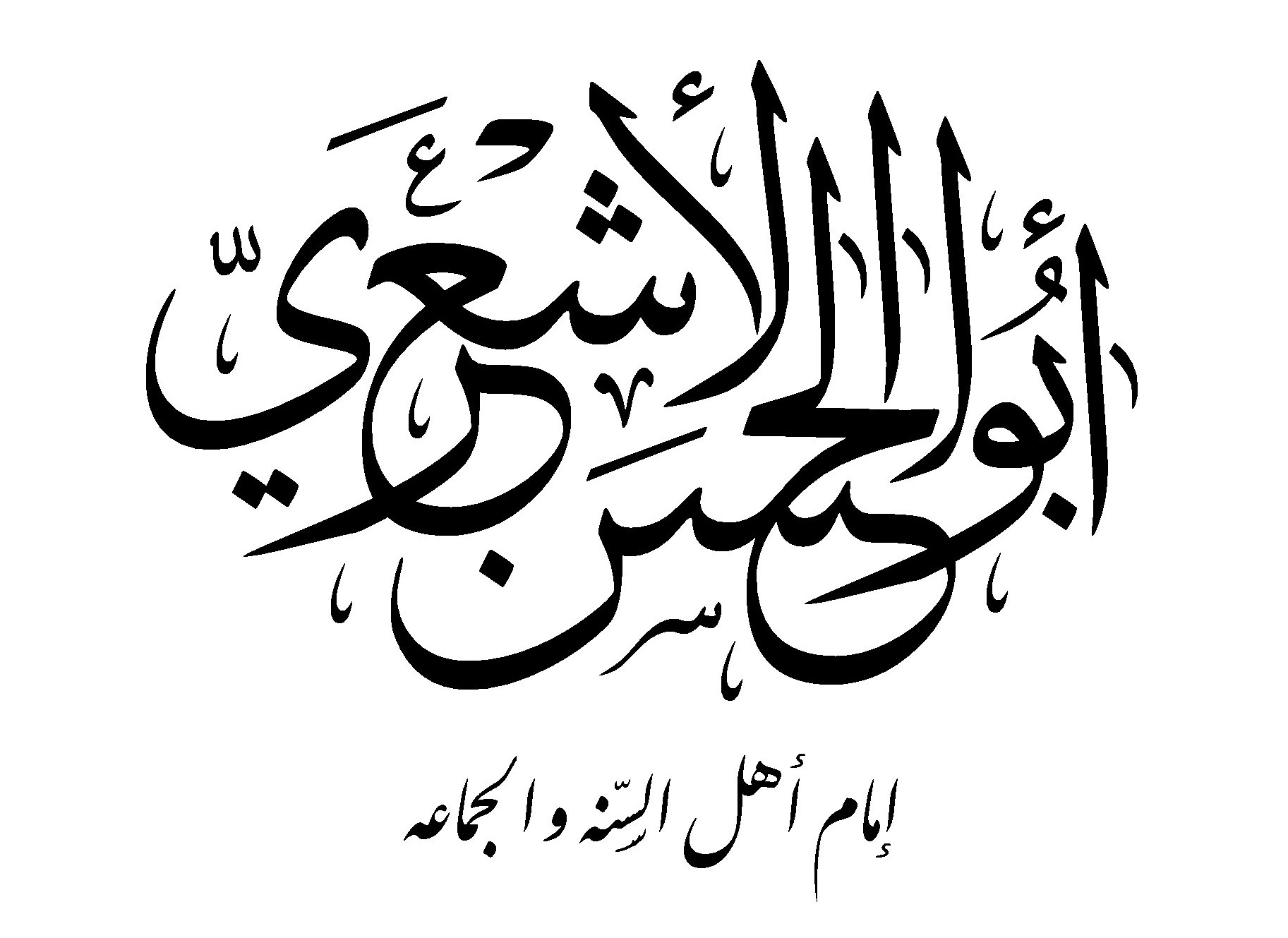

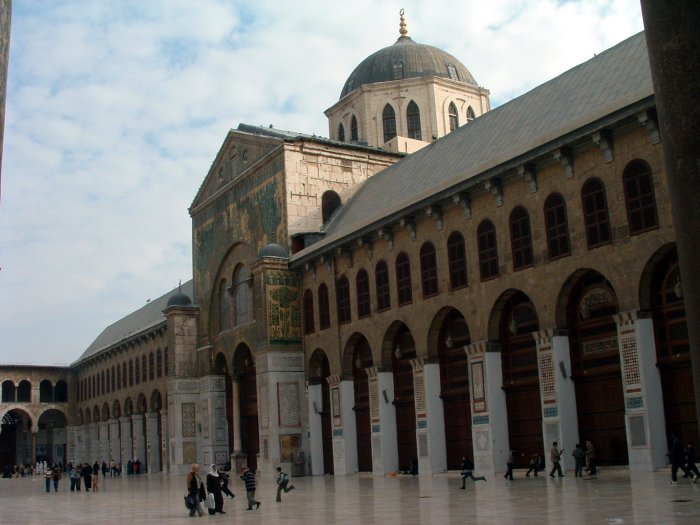
احتضن المسجد الأموي العديد من علماء الأشاعرة في المشرق.

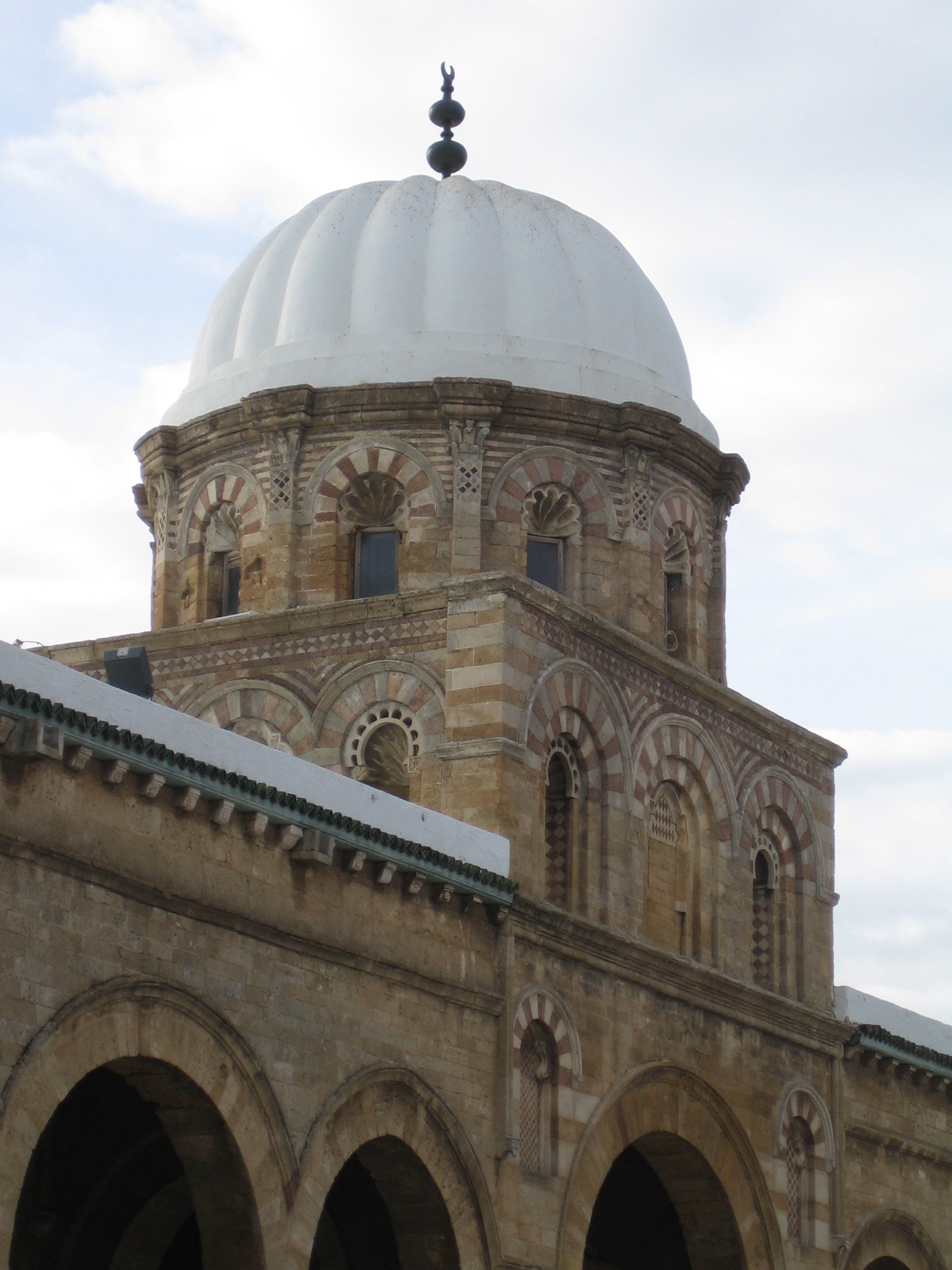
جامع الزيتونة في تونس، أحد أهم المراكز التي ساهمت في نشر الفكر الأشعري في دول المغرب العربي.

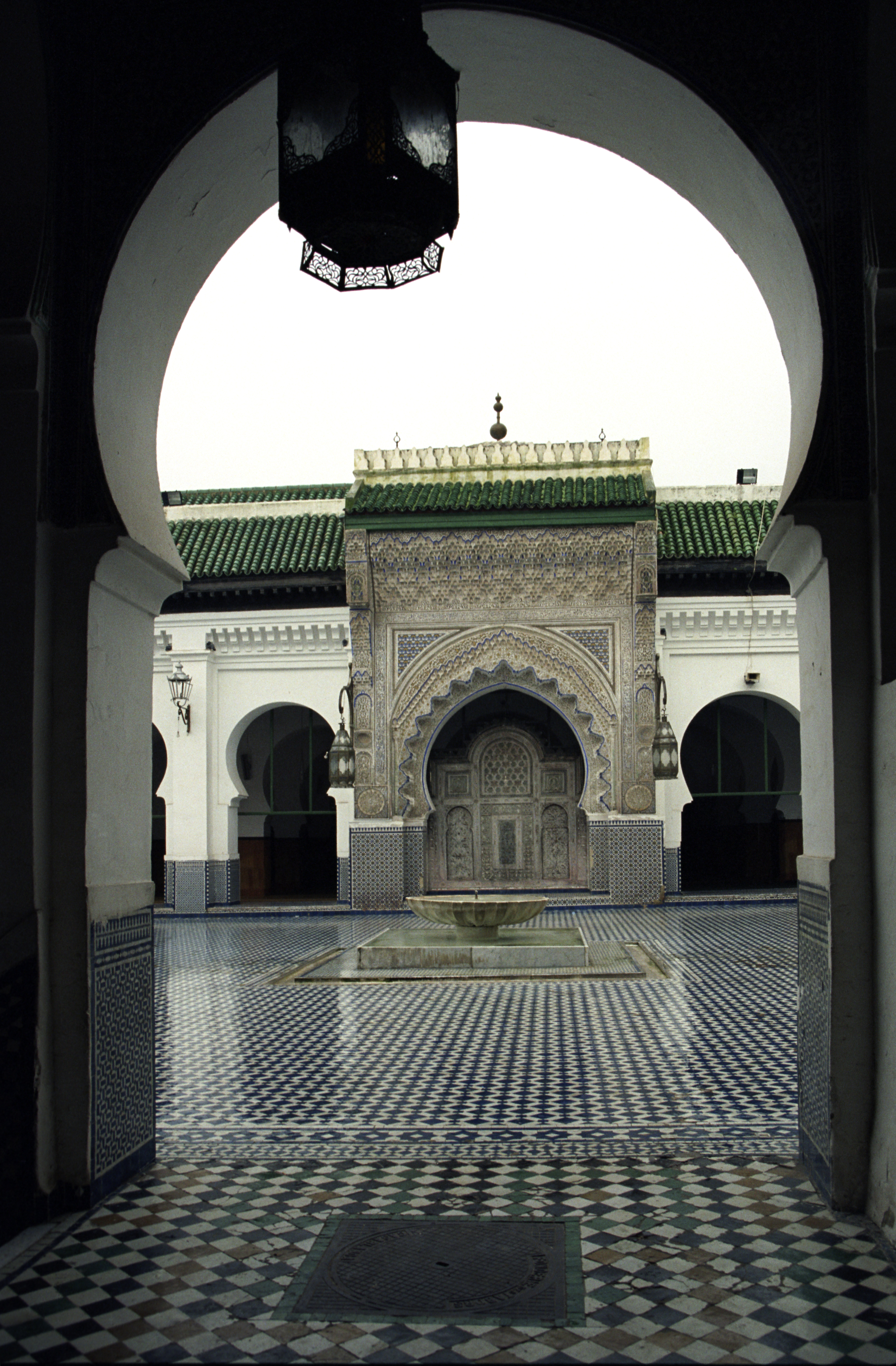
كان لجامع القرويين فضل كبير في نشر العقيدة الأشعرية واستمرار وجودها بالمغرب.

حظي الإمام الأشعري بثناء جميع العلماء من مختلف المذاهب السنية، وأثنوا على مذهبه وطريقته، وهذه بعض أقوال العلماء فيه:
- قال عنه تاج الدين السبكي في«طبقات الشافعية الكبرى»:

| ” | شيخنا وقدوتنا إلى الله تعالى، أبو الحسن الأشعري البصري، شيخ طريقة أهل السنة والجماعة، وإمام المتكلمين، وناصر سنة سيد المرسلين، والذاب عن الدين، والساعي في حفظ عقائد المسلمين، سعياً يبقى أثره إلى يوم يقوم الناس لرب العالمين. إمام حبر، وتقي بر، حمى جناب الشرع من الحديث المفترى، وقام في نصرة ملة الإسلام، فنصرها نصراً مؤزرا... | “ |

- وقال جمال الدين الإسنوي:

| ” | هو القائم بنصرة أهل السنة القامع للمعتزلة وغيرهم من المبتدعة بلسانه وقلمه، صاحب التصانيف الكثيرة، وشهرته تغني عن الإطالة بذكره. | “ |

- وقال الخطيب البغدادي في «تاريخ بغداد»:

| ” | أبو الحسن الأشعري المتكلم صاحب الكتب والتصانيف في الرد على الملحدة وغيرهم من المعتزلة والرافضة والجهمية والخوارج وسائر أصناف المبتدعة... | “ |

- وقال أبو إسحاق الشيرازي:

| ” | أبو الحسن الأشعري إمام أهل السنة، وعامة أصحاب الشافعي على مذهبه، ومذهبه مذهب أهل الحق. | “ |

- وقال الحافظ ابن عساكر في «تبيين كذب المفتري»:

| ” | وأكثر العلماء في جميع الأقطار عليه – يعني مذهب الأشعري – وأئمة الأمصار في سائر الأعصار يدعون إليه... وهل من الفقهاء من الحنفية والمالكية والشافعية إلا موافق له أو منتسب إليه أو راضٍ بحميد سعيه في دين الله أو مثنٍ بكثرة العلم عليه. | “ |

- وقال جلال الدين السيوطي في «إتمام الدراية»:

| ” | نعتقد أن إمامنا الشافعي ومالكا وأبا حنيفة وأحمد رضي الله تعالى عنهم وسائر الأئمة على الهدى من ربهم في العقائد وغيرها. ونعقد أن الإمام أبا الحسن الأشعري إمام في السنة أي الطريقة المعتقدة وقدموه فيها على غيره. ونعتقد أن طريقة أبي القاسم الجنيد سيد الطائفة الصوفية علما وعملا طريق مقدم فهو خال عن البدعة دائر على التدبير والتسليم والتبري عن النفس يبني على الكتاب والسنة كذا في بحر المذاهب. | “ |

- وقال أبو القاسم القشيري:

| ” | اتفق أصحاب الحديث أن أبا الحسن علي بن إسماعيل الأشعري، كان إماما من أئمة أصحاب الحديث، ومذهبه مذهب أصحاب الحديث، تكلم في أصول الديانات على طريقة أهل السنة، ورد على المخالفين من أهل الزيغ والبدعة، وكان على المعتزلة والروافض والمبتدعين من أهل القبلة والخارجين من الملة سيفا مسلولا، ومن طعن فيه أو قدح، أو لعنه أو سبه، فقد بسط لسان السوء في جميع أهل السنة. | “ |

- وقال عبد القاهر البغدادي في كتاب «أصول الدين» بعد أن عدَّدَ أئمة أهل السنة والجماعة في علم الكلام من الصحابة والتابعين وتابعيهم إلى أن قال:

| ” | ...ثم بعدهم شيخ النظر وإمام الآفاق في الجدل والتحقيق أبو الحسن علي بن إسماعيل الأشعري الذي صار شجاً في حلوق القدرية... وقد ملأت الدنيا كتبه، وما رزق أحد من المتكلمين من التبع ما قد رزق، لأن جميع أهل الحديث وكل من لم يتمعزل من أهل الرأي على مذهبه. | “ |

- وقال جلال الدين المحلي في «البدر الطالع»:

| ” | ونرى أن أبا الحسن علي بن إسماعيل الأشعري وهو من ذرية أبي موسى الأشعري الصحابي إمام في السنة أي الطريقة المعتقدة مقدم فيها على غيره... ولا التفات لمن تكلم فيه بما هو بريء منه. | “ |

- وقال بدر الدين الزركشي في «تشنيف المسامع»:

| ” | لا التفات لما نسبه إليه الكرامية والحشوية، فالقوم أعداء له وخصوم، وهو إما مفتعل، أو لم يفهموا مراده، وقد بين ذلك ابن عساكر في كتابه تبيين كذب المفتري فيما نسب للأشعري. | “ |

وقال أيضاً ما نصه:
| ” | قال الإمام أبو بكر الإسماعيلي: أعاد الله هذا الدين بعدما ذهب يعني أكثره بأحمد بن حنبل وأبي الحسن الأشعري وأبي نعيم الإستراباذي، وقال أبو إسحاق المروزي: سمعت المحاملي يقول في أبي الحسن الأشعري: لو أتى الله بقُراب الأرض ذنوباً رجوت أن يغفر الله له لدفعه عن دينه. | “ |

- وقال الملا علي القاري في «مرقاة المفاتيح»:

| ” | ...ومنه قوله تعالى: {أرأيت من اتخذ إلهه هواه} فالمراد بالأهواء مطلقا الاعتقادات، وبالمنكرات الأهوية الفاسدة التي غير مأخوذة من الكتاب والسنة، وقال ابن حجر، والأهواء المنكرة هي الاعتقادات الفاسدة المخالفة لما عليه إمام أهل السنة والجماعة أبو الحسن الأشعري وأبو منصور الماتريدي. | “ |

- وقال محمد زاهد الكوثري: | ” | فالأشعري والماتريدي هما إماما أهل السنة والجماعة في مشارق الأرض ومغاربها، لهم كتب لا تحصى، وغالب ما وقع بين هذين الإمامين من الخلاف من قبيل الخلاف اللفظي، وقد دونت عدة كتب في ذلك، وقد أحسن تلخيصها البياضي في "إشارات المرام في عبارات الإمام" ونقل نصه الزبيدي في "شرح الإحياء". | “ |

- وقال اليافعي في «مرآة الجنان»:

| ” | الإمام ناصر السنة، وناصح الأمة، إمام أئمة الحق، ومحض حجج المبدعين، المارقين، حامل راية منهج الحق ذي النور الساطع، والبرهان القاطع، أبو الحسن علي بن إسماعيل بن أبي بشر إسحاق بن سلام بن أسماعيل، بن عبد الله بن موسى بن بلال بن أبي بردة أبي موسى عبد الله بن قيس الأشعري الصحابي رضي الله عنه... | “ |

- وقال قاضي القضاة شمس الدين بن خلكان في«وفيات الأعيان»:

| ” | أبو الحسن علي بن إسماعيل بن أبي بشر إسحاق بن سالم بن إسماعيل بن عبد الله بن موسى بن بلال بن أبي بردة عامر بن أبي موسى الأشعري صاحب رسول الله، صلى الله عليه وسلم؛ هو صاحب الأصول والقائم بنصرة مذهب السنة، وإليه تنسب الطائفة الأشعرية، وشهرته تغني عن الإطالة في تعريفه، والقاضي أبو بكر الباقلاني ناصر مذهبه ومؤيد اعتقاده... | “ |

- وقال ابن العماد الحنبلي في «شذرات الذهب»:

| ” | ومما بيض به وجوه أهل السنة النبوية، وسود به رايات أهل الاعتزال والجهمية، فأبان به وجه الحق الأبلج، ولصدور أهل الإيمان والعرفان أثلج، مناظرته مع شيخه الجبائي التي بها قصم ظهر كل مبتدع مرائي... وإلى أبي الحسن انتهت رياسة الدنيا في الكلام، وكان في ذلك المقدم المقتدي الإمام. | “ |

- وقال أبو علي عمر السكوني ابن الإمام أبو عبد الله محمد بن خليل السكوني: | ” | ...ومما أيد الله سبحانه به الدين وأقام به منار المسلمين، شيخ السنة، وحبر الأمة، أبو الحسن علي بن إسماعيل الأشعري -رضي الله عنه- رفع بتأييد الله تعالى راية الموحدين، وأدحض ضلال الملحدين، فعضد بيانه شُبَهَ مَن مال أو زاغ ودفع بواضح حجته، ولائح محجته مَن حاد عن الطريقة المثلى أو زاغ، فربط ما انحل من العقود وأجرى العقائد على أكمل مقصود. | “ |

- وقال الذهبي في «سير أعلام النبلاء»:

| ” | العلامة إمام المتكلمين... كان عجبا في الذكاء وقوة الفهم، ولما برع في معرفة الاعتزال كرهه وتبرأ منه، وصعد للناس، فتاب إلى الله -تعالى- منه، ثم أخذ يرد على المعتزلة، ويهتك عوارهم. قال الفقيه أبو بكر الصيرفي: كانت المعتزلة قد رفعوا رءوسهم، حتى نشأ الأشعري; فحجرهم في أقماع السمسم... ولأبي الحسن ذكاء مفرط، وتبحر في العلم، وله أشياء حسنة، وتصانيف جمة تقضي له بسعة العلم. | “ |

- وقال أبو بكر بن فورك: | ” | انتقل أبو الحسن علي بن اسمعيل الأشعري من مذاهب المعتزلة إلى نصرة مذاهب أهل السنة والجماعة بالحجج العقلية وصنف في ذلك الكتب وهو بصري من أولاد أبي موسى الأشعري صاحب رسول الله صلى الله عليه وسلم وهو الذي فتح كثيرا من بلاد العجم منها كور الأهواز ومنها أصبهان وكان نفر من أولاد أبي موسى الأشعري بالبصرة وإلى وقت أبي الحسن منهم من كان يذكر بالرياسة فلما وفق الله أبا الحسن ما كان عليه من بدع المعتزلة وهداه إلى ما يسره من نصرة أهل السنة والجماعة ظهر أمره وانتشرت كتبه... | “ |

- وقال القاضي ابن فرحون المالكي في«الديباج المذهب»:

| ” | ...كان مالكياً صنف لأهل السنة التصانيف وأقام الحجج على إثبات السنن وما نفاه أهل البدع... فأقام الحجج الواضحة عليها من الكتاب والسنة والدلائل الواضحة العقلية، ودفع شبه المعتزلة ومن بعدهم من الملاحدة، وصنف في ذلك التصانيف المبسوطة التي نفع الله بها الأمة، وناظر المعتزلة وظهر عليهم، وكان أبو الحسن القابسي يثني عليه، وله رسالة في ذكره لمن سأله عن مذهبه فيه أثنى عليه وأنصف، وأثنى عليه أبو محمد بن أبي زيد وغيره من أئمة المسلمين... | “ |

- وقال شمس الدين الداوودي المالكي في«طبقات المفسرين»:

| ” | كان مالكياً، صنف لأهل السنة التصانيف، وأقام الحجج على إثبات السنن، وما نفاه أهل البدع من صفات الله تعالى ورؤيته وقِدَم كلامه وقدرته عز وجل، وأمور السمع الواردة من الصراط والميزان، والشفاعة والحوض، وفتنة القبر الذي نفته المعتزلة، وغير ذلك من مذاهب أهل السنة والحديث، فأقام الحجج الواضحة عليها من الكتاب والسنة، والدلائل الواضحة العقلية، ودفع شبه المعتزلة ومن بعدهم من الملاحدة والرافضة، وصنف في ذلك التصانيف المبسوطة التي نفع الله بها الأمة، وناظر المعتزلة وظهر عليهم. وكان أبو الحسن القابسي يثني عليه، وله رسالة في ذكره لمن سأله عن مذهبه فيه، أثنى عليه وأنصفه، وأثنى عليه أبو محمد بن أبي زيد وغيره من أئمة المسلمين.... وذكر أنه كان في ابتداء أمره معتزليا، ثم رجع إلى هذا المذهب الحق ومذهب أهل السنة، فكثر التعجب منه، فسئل عن ذلك فأخبر أنه رأى النبي صلى الله عليه وسلم في رمضان وأمره بالرجوع إلى الحق ونصره، فكان ذلك والحمد لله. | “ |

- وقال ابن خلدون في «المقدمة»:

| ” | ...ثم لما كثرت العلوم والصنائع، وولع الناس بالتدوين والبحث في سائر الأنحاء، وألَّف المتكلمون في التنزيه، حدَثت بدعة المعتزلة..... وكان ذلك سببا لانتهاض أهل السنة بالأدلة العقلية على هذه العقائد دفعا في صدور هذه البدع. وقام بذلك أبو الحسن الأشعري إمام المتكلمين فتوسط بين الطرق ونفى التشبيه وأثبت الصفات المعنوية، وقصر التنزيه على ما قصره عليه السلف، وشهدت له الأدلة المخصصة لعمومه. فأثبت الصفات الأربع المعنوية، والسمع والبصر والكلام القائم بالنفس بطريق العقل والنقل. وردَّ على المبتدعة في ذلك كله... | “ |

كما نقل ابن عساكر نقولاً كثيرة عن من تقدمه من العلماء في مدح الأشعري والثناء عليه بما يثبت رجوعه من مذهب المعتزلة إلى مذهب أهل السنة والحديث، وهكذا فعل التاج السبكي في الطبقات.

## انتقادات
لم يسلم الإمام الأشعري من القدح والذم، فقد ذمه أبو علي الأهوازي، وألّف كتاباً في مثالبه، كما شنع عليه الإمام ابن حزم. وقد وضح الإمام التاج السبكي - في أثناء ترجمته للإمام ابن فورك في كتابه «طبقات الشافعية الكبرى» - سبب موقف ابن حزم، فقال ما نصه: «وابن حزم لا يدري مذهب الأشعري، ولا يفرق بينهم وبين الجهمية؛ لجهلهم بما يعتقدون. وقد حكى ابن الصلاح ما ذكره ابن حزم، ثم قال: ليس الأمر كما زعم، بل هو تشنيع على الأشعرية أثارته الكرامية، فيما حكاه القشيري».
كما انتقده أيضاً الإمام أبو اليسر البزدوي الحنفي الماتريدي في كتابه «أصول الدين» لأنه – من وجهة نظره – قد خالف أهل السنة في بعض المسائل العقدية،  لكنه كان حيادياً موضوعياً بعيداً عن التعصب، وعندما تحدّث عن مذهب أهل السنة والجماعة قال: «...ومذهب أهل السنة والجماعة هو السابع وهو مذهب الفقهاء والقرّاء والصوفية وأصحاب الحديث، وهو مذهب الصحابة والتابعين، وهو سنّة النبي صلى الله عليه وسلم، وأبو الحسن الأشعري وجميع توابعه يقولون إنهم من أهل السنة والجماعة وعلى مذهب الأشعري عامة أصحاب الشافعي وليس بيننا وبينهم خلاف إلا في مسائل معدودة قد أخطأوا فيها...».

### صراع الأشاعرة والسلفية
لم يسلم المذهب الأشعري من المعارضة والنقد، وخاصة من الطرفين الذي جاء وسطاً بينهما: المعتزلة والحنابلة، إلا أن أشد معارضة للأشعرية كانت على يد الحنابلة الذين وقفوا في الصف المعادي للأشعري، وتمسكوا بحرفية النصوص، فثارت بينهم وبين الأشاعرة خلافات وصلت في بعض الأحيان إلى فتن. وأبرز الانتقادات التي وُجِّهت إلى المذهب الأشعري - قديماً وحديثاً - تمثلت في قضية التأويل، حيث أوَّل الأشاعرة المتأخرون صفات الله عز وجل على نحو يليق بجلاله؛ تقريباً للأذهان، من قبيل تأويل اليد بالقدرة، والوجه بالذات، أو الوجود، والعين بالحفظ والرعاية، وهكذا.. في حين أن الحنابلة كانوا لا يرون تأويل ما ورد من الصفات. ومن ثم هاجم الحنابلةُ الأشاعرة، وعلى أثرهم نهض ابن تيمية (ت 728هـ) وتلميذه ابن القيم (ت 751هـ)، لإحياء مذهب السلف على طريقة الحنابلة ومقاومة الأشاعرة من جديد، وقد بات لهم أتباع في العصر الحديث سمُّوا بالسلفية، ما زال الصراع قائماً بينهم وبين الأشاعرة إلى الوقت الحاضر، يُكررون في ذلك الخلافات التاريخية القديمة، وكلهم يستنصر بلقب أهل السنة والجماعة ويدَّعيه.
وقد تجلى الصراع السلفي الأشعري في تلك المؤلفات التي باتت تُؤلف في الطعن والدفاع من قبل أتباع المذهبين، ولعل أبرز ما يُمثل ذلك قديماً ما كان من ابن تيمية حين ألّف - على سبيل المثال - «نقض التقديس» ردّاً على «أساس التقديس في علم الكلام» لفخر الدين الرازي. أما حديثاً فقد ألف سفر الحوالي «نقد منهج الأشاعرة في العقيدة»، ورد عليه محمد صالح بن أحمد الغرسي بكتاب «منهج الأشاعرة في العقيدة بين الحقيقة والأوهام»، كما رد عليه أيضاً عمر عبد الله كامل في كتابه «كفى تفريقاً للأمة باسم السلف - مناقشة علمية لكتاب الدكتور سفر الحوالي: نقد مذهب الأشاعرة في العقيدة»، والعجيب أن يأتي الدكتور عبد الله بن حسين الموجان ويؤلف بدوره كتاب «الرد الشامل على عمر كامل - نقد علمي موثق لكتاب الدكتور عمر عبد الله كامل الموسوم بـ «كفى تفريقاً للأمة باسم السلف»!». كما ألف حَمَد السِّنان وفوزي العنجري كتاب «أهل السنة الأشاعرة شهادة علماء الأمة وأدلتهم»، وقدماه بتقريظات لعشرة من العلماء، من بينهم الدكتور علي جمعة مفتي الديار المصرية، والدكتور عبد الفتاح البزم مفتي دمشق، والدكتور محمد حسن هيتو، ووهبة الزحيلي. فردَّ عليه فيصل بن قيزار الجاسم بكتاب «الأشاعرة في ميزان أهل لسنة - نقد لكتاب «أهل السنة الأشاعرة شهادة علماء الأمة وأدلتهم»»، وقدمه أيضاً بتقريظات لعشرة من العلماء. وألف كذلك أمين نايف ذياب «جدل الأفكار»، فردَّ عليه سعيد فودة بكتاب «الانتصار للأشاعرة»، وجاء سعيد فودة بالنكير الشديد على السلفية الوهابية، حتى إنه سماهم بالتيميين نسبة إلى ابن تيمية، وألَّف فيهم «السلفية المعاصرة وأثرها في تشتيت المسلمين».

## كتب ومؤلفات وأبحاث

موسوعة الإمام أبو الحسن الأشعري من أعمال الملتقى العالمي الخامس لرابطة خريجي الأزهر الشريف (8-11 مايو 2010م) باعتناء وتصدير: شيخ الأزهر الإمام أحمد الطيب. وهي تتكون من أربعة مجلدات، وقد أهداها الدكتور أحمد الطيب لمكتبة الإسكندرية.

- «مجرد مقالات أبي الحسن الأشعري» — أبو بكر بن فورك
- «تبيين كذب المفتري فيما نسب إلى الإمام أبي الحسن الأشعري» — ابن عساكر
- «أهل السنة الأشاعرة شهادة علماء الأمة وأدلتهم» — حمد السنان، فوزي العنجري
- «المنهجية العامة في العقيدة والفقه والسلوك والإعلام بأن الأشعرية والماتريدية من أهل السنة» — عبد الفتاح قديش اليافعي
- «الإمام أبو الحسن الأشعري: إمام أهل السنة والجماعة (نحو وسطية إسلامية جامعة)» — أعمال الملتقى العالمي الخامس لرابطة خريجي الأزهر
- «الإمام أبو الحسن الأشعري (260 هـ - 324 هـ) ومؤلفاته» — عبد الواحد جهداني
- «شيخ أهل السنة والجماعة الإمام أبو الحسن الأشعري: فحص نقدي لعلم الكلام الإسلامي» — محمد إبراهيم الفيومي
- «عقيدة الإمام الأشعري: مذهب السواد الأعظم من المسلمين في الأصول» — مصطفى بن علوي العطاس
- «إمام أهل الحق أبو الحسن الأشعري» — عبد القادر محمد الحسين
- «نظرات في فكر الإمام الأشعري» — أحمد الطيب
- «نشأة الأشعرية وتطورها» — جلال موسى
- «الفرق الكلامية الإسلامية» — علي عبد الفتاح المغربي
- «الأشاعرة من أهل السنة والجماعة» — عبد الكريم تتان
- «منهج الأشاعرة في العقيدة بين الحقائق والأوهام» — محمد صالح بن أحمد الغرسي
- «براءة الأشعريين من عقائد المخالفين» — أبو حامد بن مرزوق (محمد العربي التباني)
- «إيضاح الدليل في قطع حجج أهل التعطيل» — بدر الدين بن جماعة
- «الإشارة إلى مذهب أهل الحق» — أبو إسحاق الشيرازي
- «التبصير في الدين وتمييز الفرقة الناجية عن الفرق الهالكين» — أبو المظفر الإسفراييني
- «الملل والنحل» — أبو الفتح الشهرستاني
- «العقيدة الصلاحية» — تاج الدين محمد بن هبة الله المكي
- «العقيدة النورية في اعتقاد الأئمة الأشعرية» — علي النوري الصفاقسي
- «عقيدة أهل الإسلام» — عبد الله بن علوي الحداد
- «الجواهر اللامعة في بيان عقيدة أهل الإسلام الجامعة» — دار الفتوى في أستراليا
- «غاية البيان في تنزيه الله عن الجهة والمكان» — خليل دريان الأزهري
- «مسائل الاختلاف بين الأشاعرة والماتريدية» — ابن كمال باشا
- «الروضة البهية فيما بين الأشاعرة والماتريدية» — حسن بن أبي عذبة
- «نظرة علمية في نسبة كتاب الإبانة جميعه إلى الإمام الجليل ناصر السنة أبي الحسن الأشعري» — وهبي سليمان غاوجي
- «مفهوم العقل ومكانته في الفكر الأشعري: أبو الحسن الأشعري وأبو حامد الغزالي نموذجا» — سالمة شعبان عبد السلام الخبولي
- «إمتاع العيون الناظرة بسيرة إمام الأشاعرة» (تحميل الكتاب PDF)